# Lancia D24
La Lancia D24 è un'automobile da competizione realizzata dalla casa torinese Lancia nel biennio 1953/54.

L'esemplare di D24 esposto al Museo dell'Automobile di Torino

## Il contesto
Nei primi mesi del 1953, quando in Casa Lancia si decide di dar vita ad una nuova vettura da competizione con carrozzeria “aperta” per correre nella categoria Sport e sostituire la berlinetta D20 dimostratasi non sufficientemente competitiva nei confronti delle migliori macchine avversarie, si pensa ad un prodotto piuttosto innovativo, quale in effetti sarà la D24.
I tempi stretti impongono tuttavia l'immediata realizzazione di una vettura-ponte - la D23, ma il progetto per la D24 naturalmente non si arresta, anzi procede tanto speditamente che la nuova creatura viene fatta debuttare alla fine di agosto, in occasione della prima edizione della “1000 km del Nürburgring”. La D24, universalmente giudicata come una tra le più belle vetture da corsa del periodo, si presenta con una livrea di tutto rispetto, una linea slanciata ed armoniosa che migliora l'estetica già apprezzabile della D23 e che naturalmente è sempre dovuta alla matita di Pininfarina.
La D24, che raggiungerà fama internazionale dopo la vittoria alla Carrera Panamericana nel novembre 1953 (che le meriterà la denominazione di Lancia D24 Carrera), calcherà la scena fino al termine della stagione 1954 ottenendo parecchie affermazioni di prestigio (Mille Miglia, Targa Florio, Giro di Sicilia) e verrà anche equipaggiata – nelle ultime uscite – dal motore da 3,7 litri costruito per la macchina destinata a sostituire la D24, ovvero la D25. Come per tutte le macchine da corsa che si rispettino, anche la D24 subisce nel corso della sua esistenza parecchie modifiche destinate a migliorare ora le prestazioni ora l'affidabilità: si tratta peraltro di affinamenti di non grande rilevanza.

## Storia e caratteristiche
Alla 1000 km del Nürburgring in calendario il 30 agosto 1953, appare la nuova Lancia D24. Anche se esteticamente piuttosto simile alla progenitrice D23, la D24 è meccanicamente quasi completamente nuova, dal momento che soltanto i freni e le sospensioni anteriori non risultano oggetto di particolari modifiche. Il motore che equipaggia la D24, disegnato a metà luglio dal progettista Ettore Zaccone Mina, è ancora un 6 cilindri a V di 60° a quattro alberi a camme in testa (due per bancata) da 3,3 litri (per l'esattezza la sua cilindrata è di 3284,35 cm³ ottenuta grazie ad un alesaggio di 88 mm ed una corsa di 90 mm) ma presenta nuove fusioni per il monoblocco, ha le teste modificate, mentre l'albero motore ora ruota su cuscinetti Vanderwell a guscio sottile.
L'accensione è sempre a due candele per cilindro, con doppio spinterogeno. L'alimentazione è dotato di tre carburatori Weber 46 DCF3 doppio corpo verticali; l'impianto comprende due pompe elettriche “Mona” di tipo aeronautico (in epoca successiva, verrà adottata una pompa “Mona” da aeroplano calettata su uno degli alberi di distribuzione). Dopo i problemi riscontrati al debutto al Nürburgring (due vetture costrette al ritiro a causa della rottura della batteria molto probabilmente provocata da un troppo rigido fissaggio alla scocca) la batteria viene spostata all'interno dell'abitacolo, dal lato passeggero, sacrificando lo spazio per l'eventuale co-pilota.
Nella sua configurazione iniziale, questo motore eroga una potenza massima di 245 cavalli a circa 6200 giri al minuto (il regime massimo di rotazione si colloca attorno ai 6500 giri al minuto). Ponendo a raffronto le dimensioni del motore da 3,3 litri con quello precedente da 3 litri, si registra un aumento della lunghezza (6 cm) ma soprattutto una diminuzione dell'altezza (10 cm), che consente un sensibile abbassamento della linea di cintura della vettura.
Nuovo, rispetto alla D23, il sistema di lubrificazione del motore, che ora è del tipo “a carter secco”. Poiché sin dall'origine il motore di queste pur efficienti vetture sport realizzate dalla Lancia ha avuto nella lubrificazione il suo tallone d'Achille, è ovvio che, nel corso della sua pur breve vita, l'unità motrice installata sulle D24 sia stata oggetto di continue ripetute modifiche di questo particolare tecnico. Queste modifiche hanno in parte contribuito a personalizzare alcuni particolari estetici della D24 come le prese d'aria sistemate sul parafango anteriore destro: nella primissima versione è presente una sola presa d'aria, posizionata sul parafango, ma a partire dal 24 settembre 1953 (la novità si vede alla corsa in salita Bologna-Raticosa ed è studiata in vista della partecipazione alla Carrera Panamericana) viene aggiunta una curiosa presa d'aria supplementare fissata, tramite chiodatura, proprio sopra al faro anteriore destro, un particolare che caratterizzerà la D24. Soltanto alla fine del 1954, cioè a fine carriera, a seguito di ulteriori modifiche all'impianto (ed al montaggio, su alcune D24, del nuovo motore tipo D25 da 3,7 litri) questa presa d'aria sarà eliminata. Potenza e regime di rotazione (e in qualche caso anche cilindrata) del motore subiscono variazioni anche sensibili, a fronte della partecipazione a gare che richiedono maggior potenza oppure maggiore robustezza.
Procedendo per ordine cronologico, troviamo:
- Carrera Panamericana del novembre 1953: le D24 si presentano con un motore di cilindrata ridotta (alesaggio mm 88, corsa mm85, cmc 3101,89) e potenza contenuta in 230 HP a poco più di 6000 giri; la riduzione di cilindrata e di potenza rimane circoscritta a questa partecipazione, dopodiché si torna alla configurazione iniziale (cmc 3284,35 e 245 HP a circa 6200 giri)
- 12 Ore di Sebring del marzo 1954: i motori vengono potenziati e raggiungono i 265 HP mentre il regime di rotazione arriva a 7000 giri al minuto; l'esperimento non viene ripetuto in quanto i motori così potenziati denunciano scarsa affidabilità ed anzi, prudenzialmente, dopo questa gara vengono surdimensionati i perni di banco, il cui diametro viene portato da 65 a 68 mm.
- Mille Miglia del maggio 1954: considerata la durezza e lunghezza del percorso, la potenza viene riportata sul livello dei 240/245 HP
- Gran Premio di Porto del giugno 1954: una delle D24 viene equipaggiata con il nuovo motore tipo D25 da cmc 3749,69 (alesaggio mm 93 e corsa mm 92) che supera la soglia dei 300 HP a 6500 giri; pare che una D24 con motore D25 abbia partecipato anche al Tourist Trophy del settembre 1954
- A fine carriera (ultime corse 1954) i motori delle D24 da 3,3 litri riescono a ruotare “in sicurezza” sino a 6800 giri/minuto e ad erogare quasi 270 HP.

Il telaio (il cui disegno definitivo reca la data del 25 luglio 1953) è costituito da due travature laterali con tubi portanti superiori ed inferiori e innumerevoli puntoni triangolari per l'irrigidimento dell'insieme. Il telaio della D24, completo, pesa attorno ai 70 Kg. Le sospensioni anteriori sono quelle della D23, mentre al retrotreno viene montato il Ponte De Dion, costituito da un tubo di acciaio speciale (opportunamente sagomato) ancorato trasversalmente, balestre semiellittiche, tamponi in gomma sul telaio per limitare l'escursione verticale della sospensione ed ammortizzatori idraulici telescopici.
Il progettista Luigi Bosco disegna per la D24 un nuovo gruppo frizione/cambio/differenziale e, considerato che si impone la necessità di ridurre di cm 20 il passo (quello delle precedenti D20/D23 di 260 cm è ritenuto eccessivo) il cambio non è più posizionato normalmente tra frizione e differenziale ma viene spostato dietro l'asse delle ruote. In sintesi, il “gruppo” è costituito da quattro elementi, tutti in fusione di alluminio, collegati fra loro “in cascata”: il primo elemento (detto “tromba”) prende il moto dall'albero di trasmissione e contiene un albero interno per l'attacco della frizione, il secondo è la campana della frizione, il terzo la scatola del cambio (fusa in blocco col differenziale) a 4 marce (di cui 3 sincronizzate), l'ultimo è il differenziale (autobloccante a dischi della tedesca ZF o di tipo Lancia a nottolini). Da notare che la estremità di chiusura posteriore del cambio contiene una pompa ad ingranaggi per la lubrificazione forzata. Il nuovo gruppo frizione/cambio/differenziale viene a far parte integrante del telaio ed assume funzioni di elemento di forza.

Il posto di guida di una D24 partecipante alla Carrera Messicana 1953

La carrozzeria dovuta alla Pininfarina fa apparire la vettura compatta, bassa, molto slanciata. Il risparmio di peso rispetto alla D23 è poco rilevante (siamo sull'ordine dei 10 chilogrammi). In origine viene assunta la decisione di eliminare la presenza del copilota a bordo in gara, per cui la D24 nasce con il solo posto guida ed il posto laterale del “passeggero” chiuso da un pannello (peraltro amovibile) con evidente vantaggio aerodinamico. Da rilevare che, dietro suggerimento di Piero Taruffi, viene talvolta adottato un parabrezza che avvolge il pilota su tre lati, anche se quasi tutti gli altri piloti accordano la loro preferenza ad un piccolo parabrezza curvo di tipo più tradizionale. Alla Mille Miglia 1954 alle D24 viene aggiunto uno sportello sul parafango posteriore destro per i rabbocchi rapidi di olio nel serbatoio di coda. Sempre alla Mille Miglia, Taruffi si fa realizzare uno speciale schermo aggiuntivo da applicare al parabrezza, regolabile a compasso e ribaltabile per poter essere pulito durante la corsa senza scendere dalla vettura: il marchingegno viene montato anche su altre D24, dietro richiesta dei piloti. In qualche occasione la griglia della calandra, a lame orizzontali, viene sostituita da una rete metallica più protettiva, mentre altre volte, quando si prevede che la gara si svolga con un clima fresco, la parte inferiore del radiatore frontale viene schermata con un foglio di alluminio. Le ultime D24, ed in particolare quelle che montano il motore da 3,7 litri, hanno una mascherina anteriore un po' modificata, leggermente più tondeggiante. La caratteristica presa d'aria (ottenuta per chiodatura) posta appena sopra al faro anteriore destro, scompare alla fine del 1954, grosso modo in concomitanza con il montaggio del motore tipo D25.

## Numerazioni e storia dei singoli esemplari
| Periodo di costruzione: 1953/54-Modello: tipo D24, spider competizione, con guida a destra | |
| Numero | Storia |
| #0001 | Vettura costruita “recuperando” parti di precedenti D20, immatricolata il 20 agosto 1953 con targa TO151241; il 30 agosto 1953 debutta alla 1000 km del Nürburgring (Piero Taruffi/Robert Manzon), poi corre il Gran Premio Supercortemaggiore (Piero Taruffi); non fa parte della spedizione per la Carrera Panamericana del novembre 1953; nel 1954 disputa la 12 Ore di Sebring (Luigi Valenzano/Porfirio Rubirosa), la Targa Florio (Eugenio Castellotti); poi viene destinata ad ospitare il motore D25 per i collaudi (in quelle occasioni è ritargata TO158156) e partecipa con Alberto Ascari (munita appunto del motore D25), al Gran Premio di Porto; col motore 3,3 litri termina la carriera (pilotata da Piero Taruffi) in due gare organizzate in Sicilia, alla Catania-Etna ed alla Coppa D'Oro a Siracusa. |
| #0002 | vettura costruita “recuperando” parti di precedenti D20, immatricolata il 20 agosto 53 con targa TO151240; il 30 agosto 1953 debutta alla 1000 km del Nürburgring (Juan Manuel Fangio/Felice Bonetto), poi corre il Supercortemaggiore e la Bologna-Raticosa (dove Felice Bonetto coglie la prima affermazione della D24); nel novembre 1953 partecipa alla Carrera Panamericana (è la macchina del mortale incidente a Felice Bonetto); la macchina viene pressoché “ricostruita” dopo il rientro in Italia, al punto che viene reimmatricolata (come fosse un esemplare totalmente nuovo) il 4 febbraio 1954 (TO 157846) e rinumerata come #0005 |
| #0003 | Vettura approntata per disputare la Carrera Panamericana, immatricolata il 6 settembre 53 con targa TO 151544; nel 1953 partecipa alla Carrera Panamericana (Piero Taruffi); nel 1954 corre alla 12 Ore di Sebring (Piero Taruffi/Robert Manzon) dopodiché il motore viene riportato alla configurazione iniziale e la macchina passa stabilmente ad Eugenio Castellotti, che disputa, nell'ordine, la Coppa della Toscana, il Gran Premio di Porto, la Bolzano-Passo della Mendola, la Treponti-Castelnuovo ed infine la Firenze-Siena, che rappresenta l'ultima uscita in gara (e l'ultima vittoria) della D24. |
| #0004 | Vettura approntata appena in tempo per disputare la Carrera Panamericana, immatricolata il 6 ottobre 53 con targa TO152974) partecipa alla Carrera Panamericana (è la macchina vittoriosa con Juan Manuel Fangio); nel periodo immediatamente successivo alla vittoria, la macchina viene esposta ai Saloni a scopo pubblicitario; nel 1954 corre alla 12 Ore di Sebring (Alberto Ascari/Luigi Villoresi) dopodiché viene rinumerata 0002 ed eredita la targa della D24 incidentata di Felice Bonetto (TO 151240) mentre “perde” definitivamente la sua targa originale (152974); affidata a Luigi Villoresi disputa la Coppa della Toscana, poi viene portata alla Mille Miglia 1954 come muletto ed è oggetto del “trapianto” ordito all'insaputa di Alberto Ascari (per cui motore e cambio della 0006 vengono spostati su questa 0002 che, per nascondere ad Ascari la faccenda, viene anche rinumerata 0006); tornata alla numerazione 0002 viene destinata ad ospitare il motore D25 per i collaudi (in quelle occasioni monta la targa TO158157); rimontando il motore 3,3 litri, partecipa come D24 normale, con targa 151240, alla corsa in salita Aosta-Passo del Gran San Bernardo (Eugenio Catellotti) ed al Tourist Trophy (Piero Taruffi/Juan Manuel Fangio, che rimpiazza Roberto Piodi). Probabilmente è la vettura che si trova esposta al Museo dell'Automobile di Torino. |
| #0005 | È la vettura gravemente incidentata a seguito del mortale incidente occorso a Bonetto alla Carrera Panamericana, che viene “ricostruita” dopo il rientro del rottame in Italia e ri-numerata (da 0002 che era, diventa 0005), ritargata (TO 157846); nel 1954, sotto questa nuova identità, disputa la 12 Ore di Sebring (Juan Manuel Fangio/Eugenio Castellotti), il Giro di Sicilia e la Targa Florio (Piero Taruffi), il Gran Premio di Porto (Luigi Villoresi) ed il Tourist Trophy (Robert Manzon/Eugenio Castellotti, che rimpiazza Luigi Valenzano). Molto probabilmente si tratta dell'esemplare che nel 1955 venne donato al Presidente argentino Juan Domingo Perón. |
| #0006 | Vettura costruita ex novo (sia pure recuperando parti di D20/D23) nel febbraio 1954 in vista della partecipazione alla Mille Miglia, targata il 26 aprile 54 (TO162250), dovrebbe partecipare alla Mille Miglia 1954 con Alberto Ascari, ma la macchina è oggetto di un “trapianto” di motore e cambio (per cui motore e cambio di questa 0006 vengono spostati sulla 0002 (ex 0004), di nascosto da Ascari); dopo la Mille Miglia la vettura viene “accantonata” e successivamente “trasformata” in D25 (viene numerata D25-0002). |
| #0007 | Come la #0006, targata TO162251; partecipa alla Mille Miglia 1954 con Piero Taruffi; dopo la Mille Miglia la vettura viene “accantonata” e successivamente “trasformata” in D25 (viene numerata D25-0003). |
| #0008 | Come la #0006, targata TO162249: partecipa alla Mille Miglia 1954 con Eugenio Castellotti; dopo la Mille Miglia la vettura viene “accantonata” e successivamente “trasformata” in D25 (viene numerata D25-0004). |
| #0009 | Come la #0006, targata TO162248: partecipa alla Mille Miglia 1954 con Luigi Valenzano, che finisce fuori strada ed in pratica la rende inservibile. |
| Unità costruite: 8 (stimate); difficile definire con certezza gli esemplari effettivamente costruiti, considerate le numerose ri-numerazioni e ri-targature (che potrebbero essere maggiori e/o diverse rispetto a quelle soprariportate) | |

## Caratteristiche tecniche
| Caratteristiche tecniche - Lancia D24 spider competizione | Caratteristiche tecniche - Lancia D24 spider competizione | Caratteristiche tecniche - Lancia D24 spider competizione | Caratteristiche tecniche - Lancia D24 spider competizione | Caratteristiche tecniche - Lancia D24 spider competizione | Caratteristiche tecniche - Lancia D24 spider competizione |
| Configurazione | Configurazione | Configurazione | Configurazione | Configurazione | Configurazione |
| --- | --- | --- | --- | --- | --- |
| Carrozzeria: Barchetta | Carrozzeria: Barchetta | Posizione motore: anteriore longitudinale | Posizione motore: anteriore longitudinale | Trazione: posteriore | Trazione: posteriore |
| Dimensioni e pesi | | | | | |
| Ingombri (lungh.×largh.×alt. in mm): 3790 × 1440 × 980 | Ingombri (lungh.×largh.×alt. in mm): 3790 × 1440 × 980 | Ingombri (lungh.×largh.×alt. in mm): 3790 × 1440 × 980 | Ingombri (lungh.×largh.×alt. in mm): 3790 × 1440 × 980 | Diametro minimo sterzata: | Diametro minimo sterzata: |
| Interasse: 2400 mm | Interasse: 2400 mm | Carreggiate: anteriore 1298 (1.315 nelle D24 con motore 3,7 litri) - posteriore 1250 mm | Carreggiate: anteriore 1298 (1.315 nelle D24 con motore 3,7 litri) - posteriore 1250 mm | Altezza minima da terra: | Altezza minima da terra: |
| Posti totali: 1 | Posti totali: 1 | Bagagliaio: | Bagagliaio: | Serbatoio: 110 litri, realizzato in lamiera di alluminio e chiuso tramite chiodatura, sistemato in coda alla vettura, al quale viene accoppiato un altro serbatoio di forma allungata sistemato nello spessore della fiancata sinistra, con capacità di 50 litri; le vetture allestite per la Carrera Panamericana dispongono di un terzo serbatoio da 40 litri. | Serbatoio: 110 litri, realizzato in lamiera di alluminio e chiuso tramite chiodatura, sistemato in coda alla vettura, al quale viene accoppiato un altro serbatoio di forma allungata sistemato nello spessore della fiancata sinistra, con capacità di 50 litri; le vetture allestite per la Carrera Panamericana dispongono di un terzo serbatoio da 40 litri. |
| Masse | a vuoto: compreso tra Kg 740 e Kg 760 a seconda degli allestimenti di gara kg | a vuoto: compreso tra Kg 740 e Kg 760 a seconda degli allestimenti di gara kg | a vuoto: compreso tra Kg 740 e Kg 760 a seconda degli allestimenti di gara kg | a vuoto: compreso tra Kg 740 e Kg 760 a seconda degli allestimenti di gara kg | a vuoto: compreso tra Kg 740 e Kg 760 a seconda degli allestimenti di gara kg |
| Meccanica | | | | | |
| Tipo motore: tipo D24, 6 cilindri a V (60°), monoblocco; blocco motore fuso in lega d'alluminio, pistoni in lega d'alluminio; camere di scoppio emisferiche; albero motore (molto corto) ottenuto per stampaggio a caldo, contrappesato e ruotante su 4 supporti (l'albero motore ruota su cuscinetti Vanderwell a guscio sottile); diametro dei perni di banco 65 mm (portati a 68 dopo la 12 Ore di Sebring del marzo 1954), diametro dei perni di manovella 53 mm. - Rapporto di compressione: tra 8,5:1 e 9,2:1 - Raffreddamento ad acqua, a circolazione forzata con pompa; ventola meccanica. | Tipo motore: tipo D24, 6 cilindri a V (60°), monoblocco; blocco motore fuso in lega d'alluminio, pistoni in lega d'alluminio; camere di scoppio emisferiche; albero motore (molto corto) ottenuto per stampaggio a caldo, contrappesato e ruotante su 4 supporti (l'albero motore ruota su cuscinetti Vanderwell a guscio sottile); diametro dei perni di banco 65 mm (portati a 68 dopo la 12 Ore di Sebring del marzo 1954), diametro dei perni di manovella 53 mm. - Rapporto di compressione: tra 8,5:1 e 9,2:1 - Raffreddamento ad acqua, a circolazione forzata con pompa; ventola meccanica. | Tipo motore: tipo D24, 6 cilindri a V (60°), monoblocco; blocco motore fuso in lega d'alluminio, pistoni in lega d'alluminio; camere di scoppio emisferiche; albero motore (molto corto) ottenuto per stampaggio a caldo, contrappesato e ruotante su 4 supporti (l'albero motore ruota su cuscinetti Vanderwell a guscio sottile); diametro dei perni di banco 65 mm (portati a 68 dopo la 12 Ore di Sebring del marzo 1954), diametro dei perni di manovella 53 mm. - Rapporto di compressione: tra 8,5:1 e 9,2:1 - Raffreddamento ad acqua, a circolazione forzata con pompa; ventola meccanica. | Cilindrata: a) D24 normale= (alesaggio mm 88,00 – corsa mm 90,00); totale 3284,35 b) D24 approntato per la disputa della Carrera Panamericana= (alesaggio mm 88,00 – corsa mm 85,00); totale 3101,89 c) D25 montato occasionalmente su alcune D24 a partire dal giugno 1954=(alesaggio mm 93,00 - corsa mm 92,00); totale 3749,69 cm³ | Cilindrata: a) D24 normale= (alesaggio mm 88,00 – corsa mm 90,00); totale 3284,35 b) D24 approntato per la disputa della Carrera Panamericana= (alesaggio mm 88,00 – corsa mm 85,00); totale 3101,89 c) D25 montato occasionalmente su alcune D24 a partire dal giugno 1954=(alesaggio mm 93,00 - corsa mm 92,00); totale 3749,69 cm³ | Cilindrata: a) D24 normale= (alesaggio mm 88,00 – corsa mm 90,00); totale 3284,35 b) D24 approntato per la disputa della Carrera Panamericana= (alesaggio mm 88,00 – corsa mm 85,00); totale 3101,89 c) D25 montato occasionalmente su alcune D24 a partire dal giugno 1954=(alesaggio mm 93,00 - corsa mm 92,00); totale 3749,69 cm³ |
| Distribuzione: quattro alberi a camme in testa (due per bancata) comandati da catena ed azionanti direttamente le valvole mediante piattelli a forma di controfungo avvitati allo stelo delle valvole stesse (che sono inclinate di 72° tra di loro, quindi di 36° rispetto all'asse del cilindro); fasi motore: a) aspirazione=apre 63° prima del Punto Morto Superiore e chiude 67º dopo il Punto Morto Inferiore; b) scarico=apre 66° prima del Punto Morto Inferiore e chiude 34º dopo il Punto Morto Superiore.                                                                                | Distribuzione: quattro alberi a camme in testa (due per bancata) comandati da catena ed azionanti direttamente le valvole mediante piattelli a forma di controfungo avvitati allo stelo delle valvole stesse (che sono inclinate di 72° tra di loro, quindi di 36° rispetto all'asse del cilindro); fasi motore: a) aspirazione=apre 63° prima del Punto Morto Superiore e chiude 67º dopo il Punto Morto Inferiore; b) scarico=apre 66° prima del Punto Morto Inferiore e chiude 34º dopo il Punto Morto Superiore. | Distribuzione: quattro alberi a camme in testa (due per bancata) comandati da catena ed azionanti direttamente le valvole mediante piattelli a forma di controfungo avvitati allo stelo delle valvole stesse (che sono inclinate di 72° tra di loro, quindi di 36° rispetto all'asse del cilindro); fasi motore: a) aspirazione=apre 63° prima del Punto Morto Superiore e chiude 67º dopo il Punto Morto Inferiore; b) scarico=apre 66° prima del Punto Morto Inferiore e chiude 34º dopo il Punto Morto Superiore. | Alimentazione: a tre carburatori Weber 46 DCF3 doppio corpo verticali; due pompe elettriche “Mona” di tipo aeronautico (in epoca successiva, viene adottata una pompa “Mona” da aeroplano calettata su uno degli alberi di distribuzione); dati di regolazione dei carburatori: Diffusori mm 32 (o 34) - getti principali mm 125 (o 140) – freni aria mm 150 – getti del minimo mm 0,70 – getti pompa mm 0,50 | Alimentazione: a tre carburatori Weber 46 DCF3 doppio corpo verticali; due pompe elettriche “Mona” di tipo aeronautico (in epoca successiva, viene adottata una pompa “Mona” da aeroplano calettata su uno degli alberi di distribuzione); dati di regolazione dei carburatori: Diffusori mm 32 (o 34) - getti principali mm 125 (o 140) – freni aria mm 150 – getti del minimo mm 0,70 – getti pompa mm 0,50 | Alimentazione: a tre carburatori Weber 46 DCF3 doppio corpo verticali; due pompe elettriche “Mona” di tipo aeronautico (in epoca successiva, viene adottata una pompa “Mona” da aeroplano calettata su uno degli alberi di distribuzione); dati di regolazione dei carburatori: Diffusori mm 32 (o 34) - getti principali mm 125 (o 140) – freni aria mm 150 – getti del minimo mm 0,70 – getti pompa mm 0,50 |
| Prestazioni motore | Potenza: a) D24-3,3 litri= da 240 HP a 270 HP ad un regime compreso tra 6200 e 6800 giri/minuto; b) D24-3,1 litri “Carrera”= 230 HP ad un regime compreso tra 6000 e 6200 giri/minuto; c) D24 con motore D25 da 3,7 litri=300/305 HP a 6500 giri/minuto | Potenza: a) D24-3,3 litri= da 240 HP a 270 HP ad un regime compreso tra 6200 e 6800 giri/minuto; b) D24-3,1 litri “Carrera”= 230 HP ad un regime compreso tra 6000 e 6200 giri/minuto; c) D24 con motore D25 da 3,7 litri=300/305 HP a 6500 giri/minuto | Potenza: a) D24-3,3 litri= da 240 HP a 270 HP ad un regime compreso tra 6200 e 6800 giri/minuto; b) D24-3,1 litri “Carrera”= 230 HP ad un regime compreso tra 6000 e 6200 giri/minuto; c) D24 con motore D25 da 3,7 litri=300/305 HP a 6500 giri/minuto | Potenza: a) D24-3,3 litri= da 240 HP a 270 HP ad un regime compreso tra 6200 e 6800 giri/minuto; b) D24-3,1 litri “Carrera”= 230 HP ad un regime compreso tra 6000 e 6200 giri/minuto; c) D24 con motore D25 da 3,7 litri=300/305 HP a 6500 giri/minuto | Potenza: a) D24-3,3 litri= da 240 HP a 270 HP ad un regime compreso tra 6200 e 6800 giri/minuto; b) D24-3,1 litri “Carrera”= 230 HP ad un regime compreso tra 6000 e 6200 giri/minuto; c) D24 con motore D25 da 3,7 litri=300/305 HP a 6500 giri/minuto |
| Accensione: a due spinterogeni (uno per ciascuna bancata dei cilindri) tipo Marelli ST 64 DTEM con anticipo automatico di 10°; due candele per cilindro; candele tipo Marelli CW300 oppure Champion NA12 oppure Lodge RL49; ordine di accensione: 1-4-3-6-5-2 | Accensione: a due spinterogeni (uno per ciascuna bancata dei cilindri) tipo Marelli ST 64 DTEM con anticipo automatico di 10°; due candele per cilindro; candele tipo Marelli CW300 oppure Champion NA12 oppure Lodge RL49; ordine di accensione: 1-4-3-6-5-2 | Accensione: a due spinterogeni (uno per ciascuna bancata dei cilindri) tipo Marelli ST 64 DTEM con anticipo automatico di 10°; due candele per cilindro; candele tipo Marelli CW300 oppure Champion NA12 oppure Lodge RL49; ordine di accensione: 1-4-3-6-5-2 | Impianto elettrico: a 12 Volt; dinamo 17 A; batteria da 48 Ah (a partire dal settembre 1953 la batteria è sistemata nell'abitacolo, lato passeggero) | Impianto elettrico: a 12 Volt; dinamo 17 A; batteria da 48 Ah (a partire dal settembre 1953 la batteria è sistemata nell'abitacolo, lato passeggero) | Impianto elettrico: a 12 Volt; dinamo 17 A; batteria da 48 Ah (a partire dal settembre 1953 la batteria è sistemata nell'abitacolo, lato passeggero) |
| Frizione: in blocco unico con cambio e differenziale con doppio disco a secco; corsa a vuoto del pedale mm 20/25; la regolazione viene eseguita con dado ad alette situato alla sinistra del pedale di comando. | Frizione: in blocco unico con cambio e differenziale con doppio disco a secco; corsa a vuoto del pedale mm 20/25; la regolazione viene eseguita con dado ad alette situato alla sinistra del pedale di comando. | Frizione: in blocco unico con cambio e differenziale con doppio disco a secco; corsa a vuoto del pedale mm 20/25; la regolazione viene eseguita con dado ad alette situato alla sinistra del pedale di comando. | Cambio: in blocco con frizione e differenziale a sbalzo, a 4 rapporti + retromarcia con II, III e IV marcia sincronizzate; scatola del cambio in lega leggera; blocco cambio con coppa olio supplementare; II, III e IV marcia sincronizzate; rapporti: I=2,588:1 (17/44); II=1,346:1 (26/35) oppure 1,444:1 (27/39); III=1,033:1 (30/31) oppure 1,143:1 (28/32);IV=0,848:1 (33/28); comando a leva centrale. Rapporto al ponte: coppia conica; rapporti finale di riduzione possibili: 3,700:1 (10/37) - 3,900:1 (10/39) - 4,000:1 (10/40) - 4,100:1 (10/41) - 4,200:1 (10/42) - 4,444:1 (9:40) – 4,667:1 (9/42) – 5,000:1 (9/45)                                                                                            | Cambio: in blocco con frizione e differenziale a sbalzo, a 4 rapporti + retromarcia con II, III e IV marcia sincronizzate; scatola del cambio in lega leggera; blocco cambio con coppa olio supplementare; II, III e IV marcia sincronizzate; rapporti: I=2,588:1 (17/44); II=1,346:1 (26/35) oppure 1,444:1 (27/39); III=1,033:1 (30/31) oppure 1,143:1 (28/32);IV=0,848:1 (33/28); comando a leva centrale. Rapporto al ponte: coppia conica; rapporti finale di riduzione possibili: 3,700:1 (10/37) - 3,900:1 (10/39) - 4,000:1 (10/40) - 4,100:1 (10/41) - 4,200:1 (10/42) - 4,444:1 (9:40) – 4,667:1 (9/42) – 5,000:1 (9/45)                                                                                            | Cambio: in blocco con frizione e differenziale a sbalzo, a 4 rapporti + retromarcia con II, III e IV marcia sincronizzate; scatola del cambio in lega leggera; blocco cambio con coppa olio supplementare; II, III e IV marcia sincronizzate; rapporti: I=2,588:1 (17/44); II=1,346:1 (26/35) oppure 1,444:1 (27/39); III=1,033:1 (30/31) oppure 1,143:1 (28/32);IV=0,848:1 (33/28); comando a leva centrale. Rapporto al ponte: coppia conica; rapporti finale di riduzione possibili: 3,700:1 (10/37) - 3,900:1 (10/39) - 4,000:1 (10/40) - 4,100:1 (10/41) - 4,200:1 (10/42) - 4,444:1 (9:40) – 4,667:1 (9/42) – 5,000:1 (9/45)                                                                                            |
| Telaio | | | | | |
| Corpo vettura | due travature laterali con tubi portanti superiori ed inferiori e innumerevoli puntoni triangolari per l'irrigidimento dell'insieme. Il gruppo frizione/cambio/differenziale, integrato al telaio, ha funzioni portanti. Il telaio della D24, completo, pesa attorno ai 70 kg. | due travature laterali con tubi portanti superiori ed inferiori e innumerevoli puntoni triangolari per l'irrigidimento dell'insieme. Il gruppo frizione/cambio/differenziale, integrato al telaio, ha funzioni portanti. Il telaio della D24, completo, pesa attorno ai 70 kg. | due travature laterali con tubi portanti superiori ed inferiori e innumerevoli puntoni triangolari per l'irrigidimento dell'insieme. Il gruppo frizione/cambio/differenziale, integrato al telaio, ha funzioni portanti. Il telaio della D24, completo, pesa attorno ai 70 kg. | due travature laterali con tubi portanti superiori ed inferiori e innumerevoli puntoni triangolari per l'irrigidimento dell'insieme. Il gruppo frizione/cambio/differenziale, integrato al telaio, ha funzioni portanti. Il telaio della D24, completo, pesa attorno ai 70 kg. | due travature laterali con tubi portanti superiori ed inferiori e innumerevoli puntoni triangolari per l'irrigidimento dell'insieme. Il gruppo frizione/cambio/differenziale, integrato al telaio, ha funzioni portanti. Il telaio della D24, completo, pesa attorno ai 70 kg. |
| Sterzo | a vite senza fine e settore elicoidale; guida registrabile, con possibilità di ottenere facilmente la variazione dell'angolo di sterzatura delle ruote e sul rapporto di riduzione; piantone montato su supporto scorrevole, al fine di poter variare l'altezza e l'inclinazione a seconda del desiderio del pilota. | a vite senza fine e settore elicoidale; guida registrabile, con possibilità di ottenere facilmente la variazione dell'angolo di sterzatura delle ruote e sul rapporto di riduzione; piantone montato su supporto scorrevole, al fine di poter variare l'altezza e l'inclinazione a seconda del desiderio del pilota. | a vite senza fine e settore elicoidale; guida registrabile, con possibilità di ottenere facilmente la variazione dell'angolo di sterzatura delle ruote e sul rapporto di riduzione; piantone montato su supporto scorrevole, al fine di poter variare l'altezza e l'inclinazione a seconda del desiderio del pilota. | a vite senza fine e settore elicoidale; guida registrabile, con possibilità di ottenere facilmente la variazione dell'angolo di sterzatura delle ruote e sul rapporto di riduzione; piantone montato su supporto scorrevole, al fine di poter variare l'altezza e l'inclinazione a seconda del desiderio del pilota. | a vite senza fine e settore elicoidale; guida registrabile, con possibilità di ottenere facilmente la variazione dell'angolo di sterzatura delle ruote e sul rapporto di riduzione; piantone montato su supporto scorrevole, al fine di poter variare l'altezza e l'inclinazione a seconda del desiderio del pilota. |
| Sospensioni | anteriori: a ruote indipendenti, balestra unica trasversale superiore, braccio oscillante inferiore, bielletta superiore di spinta. / posteriori: a ruote semi-indipendenti del tipo De Dion costituito da un tubo di acciaio speciale (opportunamente sagomato) ancorato trasversalmente, balestre semiellittiche, tamponi in gomma sul telaio per limitare l'escursione verticale della sospensione. Tutte sono fornite di ammortizzatori idraulici telescopici a doppia frenata (dado di regolazione frenata situato sulla estremità superiore) | anteriori: a ruote indipendenti, balestra unica trasversale superiore, braccio oscillante inferiore, bielletta superiore di spinta. / posteriori: a ruote semi-indipendenti del tipo De Dion costituito da un tubo di acciaio speciale (opportunamente sagomato) ancorato trasversalmente, balestre semiellittiche, tamponi in gomma sul telaio per limitare l'escursione verticale della sospensione. Tutte sono fornite di ammortizzatori idraulici telescopici a doppia frenata (dado di regolazione frenata situato sulla estremità superiore) | anteriori: a ruote indipendenti, balestra unica trasversale superiore, braccio oscillante inferiore, bielletta superiore di spinta. / posteriori: a ruote semi-indipendenti del tipo De Dion costituito da un tubo di acciaio speciale (opportunamente sagomato) ancorato trasversalmente, balestre semiellittiche, tamponi in gomma sul telaio per limitare l'escursione verticale della sospensione. Tutte sono fornite di ammortizzatori idraulici telescopici a doppia frenata (dado di regolazione frenata situato sulla estremità superiore) | anteriori: a ruote indipendenti, balestra unica trasversale superiore, braccio oscillante inferiore, bielletta superiore di spinta. / posteriori: a ruote semi-indipendenti del tipo De Dion costituito da un tubo di acciaio speciale (opportunamente sagomato) ancorato trasversalmente, balestre semiellittiche, tamponi in gomma sul telaio per limitare l'escursione verticale della sospensione. Tutte sono fornite di ammortizzatori idraulici telescopici a doppia frenata (dado di regolazione frenata situato sulla estremità superiore) | anteriori: a ruote indipendenti, balestra unica trasversale superiore, braccio oscillante inferiore, bielletta superiore di spinta. / posteriori: a ruote semi-indipendenti del tipo De Dion costituito da un tubo di acciaio speciale (opportunamente sagomato) ancorato trasversalmente, balestre semiellittiche, tamponi in gomma sul telaio per limitare l'escursione verticale della sospensione. Tutte sono fornite di ammortizzatori idraulici telescopici a doppia frenata (dado di regolazione frenata situato sulla estremità superiore) |
| Freni | anteriori: i tamburi anteriori non sono montati, come d'uso normale, sulle ruote, ma ancorati al telaio, per cui la trasmissione del moto fra ruota e tamburo avviene mediante un sistema piuttosto “complicato” (giunto omocinetico lato ruota, giunto a blocchetti lato tamburo) / posteriori: i tamburi posteriori sono montati all'uscita dal gruppo frizione-cambio-differenziale; diametro dei tamburi: anteriormente cm 38, posteriormente cm 32; larghezza dei ceppi dei freni cm 7; ventilazione freni centrifuga forzata, mediante feritoie radiali ricavate da disco estrattore. Freni d'esercizio, a pedale, idraulici ed agenti sulle 4 ruote, freno di stazionamento, meccanico, agente sulle ruote posteriori. | anteriori: i tamburi anteriori non sono montati, come d'uso normale, sulle ruote, ma ancorati al telaio, per cui la trasmissione del moto fra ruota e tamburo avviene mediante un sistema piuttosto “complicato” (giunto omocinetico lato ruota, giunto a blocchetti lato tamburo) / posteriori: i tamburi posteriori sono montati all'uscita dal gruppo frizione-cambio-differenziale; diametro dei tamburi: anteriormente cm 38, posteriormente cm 32; larghezza dei ceppi dei freni cm 7; ventilazione freni centrifuga forzata, mediante feritoie radiali ricavate da disco estrattore. Freni d'esercizio, a pedale, idraulici ed agenti sulle 4 ruote, freno di stazionamento, meccanico, agente sulle ruote posteriori. | anteriori: i tamburi anteriori non sono montati, come d'uso normale, sulle ruote, ma ancorati al telaio, per cui la trasmissione del moto fra ruota e tamburo avviene mediante un sistema piuttosto “complicato” (giunto omocinetico lato ruota, giunto a blocchetti lato tamburo) / posteriori: i tamburi posteriori sono montati all'uscita dal gruppo frizione-cambio-differenziale; diametro dei tamburi: anteriormente cm 38, posteriormente cm 32; larghezza dei ceppi dei freni cm 7; ventilazione freni centrifuga forzata, mediante feritoie radiali ricavate da disco estrattore. Freni d'esercizio, a pedale, idraulici ed agenti sulle 4 ruote, freno di stazionamento, meccanico, agente sulle ruote posteriori. | anteriori: i tamburi anteriori non sono montati, come d'uso normale, sulle ruote, ma ancorati al telaio, per cui la trasmissione del moto fra ruota e tamburo avviene mediante un sistema piuttosto “complicato” (giunto omocinetico lato ruota, giunto a blocchetti lato tamburo) / posteriori: i tamburi posteriori sono montati all'uscita dal gruppo frizione-cambio-differenziale; diametro dei tamburi: anteriormente cm 38, posteriormente cm 32; larghezza dei ceppi dei freni cm 7; ventilazione freni centrifuga forzata, mediante feritoie radiali ricavate da disco estrattore. Freni d'esercizio, a pedale, idraulici ed agenti sulle 4 ruote, freno di stazionamento, meccanico, agente sulle ruote posteriori. | anteriori: i tamburi anteriori non sono montati, come d'uso normale, sulle ruote, ma ancorati al telaio, per cui la trasmissione del moto fra ruota e tamburo avviene mediante un sistema piuttosto “complicato” (giunto omocinetico lato ruota, giunto a blocchetti lato tamburo) / posteriori: i tamburi posteriori sono montati all'uscita dal gruppo frizione-cambio-differenziale; diametro dei tamburi: anteriormente cm 38, posteriormente cm 32; larghezza dei ceppi dei freni cm 7; ventilazione freni centrifuga forzata, mediante feritoie radiali ricavate da disco estrattore. Freni d'esercizio, a pedale, idraulici ed agenti sulle 4 ruote, freno di stazionamento, meccanico, agente sulle ruote posteriori. |
| Pneumatici | Pirelli Stelvio; misure: 6,00×16 anteriormente e 6,50×16 posteriormente; le due D24 impiegate al Tourist Trophy del settembre 1954 avevano le gomma posteriori di misura 7,00×16); pressioni di gonfiaggio: anteriormente tra 2,6 e 2,9 kg/cm²; posteriormente tra 2,8 e 3,0 kg/cm² / Cerchi: Borrani, a raggi, da 16” (5K-16 anteriormente e 5.1/2K-16 posteriormente) | Pirelli Stelvio; misure: 6,00×16 anteriormente e 6,50×16 posteriormente; le due D24 impiegate al Tourist Trophy del settembre 1954 avevano le gomma posteriori di misura 7,00×16); pressioni di gonfiaggio: anteriormente tra 2,6 e 2,9 kg/cm²; posteriormente tra 2,8 e 3,0 kg/cm² / Cerchi: Borrani, a raggi, da 16” (5K-16 anteriormente e 5.1/2K-16 posteriormente) | Pirelli Stelvio; misure: 6,00×16 anteriormente e 6,50×16 posteriormente; le due D24 impiegate al Tourist Trophy del settembre 1954 avevano le gomma posteriori di misura 7,00×16); pressioni di gonfiaggio: anteriormente tra 2,6 e 2,9 kg/cm²; posteriormente tra 2,8 e 3,0 kg/cm² / Cerchi: Borrani, a raggi, da 16” (5K-16 anteriormente e 5.1/2K-16 posteriormente) | Pirelli Stelvio; misure: 6,00×16 anteriormente e 6,50×16 posteriormente; le due D24 impiegate al Tourist Trophy del settembre 1954 avevano le gomma posteriori di misura 7,00×16); pressioni di gonfiaggio: anteriormente tra 2,6 e 2,9 kg/cm²; posteriormente tra 2,8 e 3,0 kg/cm² / Cerchi: Borrani, a raggi, da 16” (5K-16 anteriormente e 5.1/2K-16 posteriormente) | Pirelli Stelvio; misure: 6,00×16 anteriormente e 6,50×16 posteriormente; le due D24 impiegate al Tourist Trophy del settembre 1954 avevano le gomma posteriori di misura 7,00×16); pressioni di gonfiaggio: anteriormente tra 2,6 e 2,9 kg/cm²; posteriormente tra 2,8 e 3,0 kg/cm² / Cerchi: Borrani, a raggi, da 16” (5K-16 anteriormente e 5.1/2K-16 posteriormente) |
| Prestazioni dichiarate | | | | | |
| Velocità: in IV marcia, con il rapporto al ponte meno demoltiplicato: a) D24-3,3 litri=tra 250 e 265 km/h; b) D24-3,1 litri”Carrera”=240 km/h; c) D24 con motore D25 da 3,7 litri=290 km/h; con il rapporto al ponte più demoltiplicato (9/45), la velocità massima in IV marcia, a 6200 giri, calcolata teoricamente, è di poco superiore ai 200 km/h km/h | Velocità: in IV marcia, con il rapporto al ponte meno demoltiplicato: a) D24-3,3 litri=tra 250 e 265 km/h; b) D24-3,1 litri”Carrera”=240 km/h; c) D24 con motore D25 da 3,7 litri=290 km/h; con il rapporto al ponte più demoltiplicato (9/45), la velocità massima in IV marcia, a 6200 giri, calcolata teoricamente, è di poco superiore ai 200 km/h km/h | Velocità: in IV marcia, con il rapporto al ponte meno demoltiplicato: a) D24-3,3 litri=tra 250 e 265 km/h; b) D24-3,1 litri”Carrera”=240 km/h; c) D24 con motore D25 da 3,7 litri=290 km/h; con il rapporto al ponte più demoltiplicato (9/45), la velocità massima in IV marcia, a 6200 giri, calcolata teoricamente, è di poco superiore ai 200 km/h km/h | Accelerazione: | Accelerazione: | Accelerazione: |
| Altro | | | | | |
| Lubrificazione | forzata,a carter secco; serbatoio/radiatore integrati in fiancata destra con prese d'aria sul parafango (successivamente: radiatore in fiancata e serbatoio nel parafango posteriore destro; le vetture allestite per il Tourist Trophy del settembre 1954 hanno il radiatore olio frontale ed il serbatoio sistemato nel parafango anteriore destro, senza presa d'aria); capacità circuito circa Kg 20. | forzata,a carter secco; serbatoio/radiatore integrati in fiancata destra con prese d'aria sul parafango (successivamente: radiatore in fiancata e serbatoio nel parafango posteriore destro; le vetture allestite per il Tourist Trophy del settembre 1954 hanno il radiatore olio frontale ed il serbatoio sistemato nel parafango anteriore destro, senza presa d'aria); capacità circuito circa Kg 20. | forzata,a carter secco; serbatoio/radiatore integrati in fiancata destra con prese d'aria sul parafango (successivamente: radiatore in fiancata e serbatoio nel parafango posteriore destro; le vetture allestite per il Tourist Trophy del settembre 1954 hanno il radiatore olio frontale ed il serbatoio sistemato nel parafango anteriore destro, senza presa d'aria); capacità circuito circa Kg 20. | forzata,a carter secco; serbatoio/radiatore integrati in fiancata destra con prese d'aria sul parafango (successivamente: radiatore in fiancata e serbatoio nel parafango posteriore destro; le vetture allestite per il Tourist Trophy del settembre 1954 hanno il radiatore olio frontale ed il serbatoio sistemato nel parafango anteriore destro, senza presa d'aria); capacità circuito circa Kg 20. | forzata,a carter secco; serbatoio/radiatore integrati in fiancata destra con prese d'aria sul parafango (successivamente: radiatore in fiancata e serbatoio nel parafango posteriore destro; le vetture allestite per il Tourist Trophy del settembre 1954 hanno il radiatore olio frontale ed il serbatoio sistemato nel parafango anteriore destro, senza presa d'aria); capacità circuito circa Kg 20. |

## L'attività sportiva
Anche se non estesa temporalmente (30 agosto 1953/24 ottobre 1954), la carriera sportiva della spider D24 è di tutto rispetto, potendo annoverare nell'albo d'oro almeno cinque vittorie importanti (una nel 1953, la Carrera Panamericana, e quattro nel 1954, la Mille Miglia, la Targa Florio, il Giro di Sicilia e il Gran Premio di Porto), due piazzamenti più che onorevoli (piazza d'onore alla 12 Ore di Sebring ed al Tourist Trophy 1954), oltre a parecchie affermazioni minori, tutte colte nel 1954 (Bolzano-Mendola, Aosta-Gran San Bernardo, Catania-Etna, Treponti-Castelnuovo, Coppa D'Oro di Sicilia (una "manche"), Firenze-Siena).
Alla guida delle D24 si sono misurati piloti di calibro e notorietà mondiale, dai Campioni del Mondo di Formula Uno Alberto Ascari e Juan Manuel Fangio agli esperti stradisti Piero Taruffi e Felice Bonetto, dal giovane Eugenio Castellotti al validissimo Luigi Villoresi.
Nella classifica finale del Campionato Mondiale Vetture Sport, la Lancia ha ottenuto nel 1953 il quarto posto (dietro a Ferrari, Jaguar ed Aston Martin) con punti 12 (4 alla Mille Miglia, ottenuti con la D20, ed 8 alla Carrera Panamericana).
Nel 1954 è giunta seconda in graduatoria (dietro alla sola Ferrari) con punti 20 (6 alla 12 Ore di Sebring, 8 alla Mille Miglia e 6 al Tourist Trophy).
Tra la fine del 1953 ed i primi mesi del 1954 la Lancia, constatato che la potenza delle D24 da 3,3 litri è insufficiente a fronteggiare la concorrenza, mette allo studio un motore di maggior cilindrata (il D25) che, montato su una D24, debutta in giugno al Gran Premio di Porto. Ormai però gli sforzi del Reparto Corse Lancia sono tutti rivolti alla messa a punto della monoposto D50 proprio perché Gianni Lancia sembra voler privilegiare la Formula Uno e accantonare la categoria sport. La decisione dell'anticipato pensionamento delle D24/D25 viene presa a settembre subito dopo la disputa del Tourist Trophy.

### Germania, 1953, 30 agosto, 1000 km del Nürburgring

Tre Lancia sullo schieramento: la vettura con il numero 7 è la D23 di Castellotti, mentre la numero 5 e la numero 6 sono le nuovissime D24 di Juan Manuel Fangio e di Piero Taruffi

La 1000 km del Nürburgring è la gara d'esordio della D24, cui però partecipa anche, nelle mani di Eugenio Castellotti e Giovanni Bracco, una D23. Le due nuove D24 sono affidate agli equipaggi Juan Manuel Fangio/Felice Bonetto e Piero Taruffi/Robert Manzon. Per la Lancia, l'esito non è dei migliori, visto che tutte e tre le unità in lizza (due D24 e la D23) sono costrette al ritiro prima di metà gara, ma le D24 si sono mostrate velocissime ed hanno segnato i migliori tempi in prova ed in gara. La prima ad arrestarsi (9º giro) è la D24 di Juan Manuel Fangio, che accusa una avaria alla pompa della benzina. La D23, pilotata dal giovane emergente Eugenio Castellotti, compie un'ottima prima parte di gara, marciando a lungo in terza posizione ma al 15º giro è costretta ad arrendersi per un banale guasto elettrico che impedisce di rimettere in moto la vettura dopo la sosta ai box per il rifornimento: lo stesso inconveniente capita anche alla D24 di Piero Taruffi/Robert Manzon, arrestatasi al box appena un attimo prima. Pare che il motivo del guasto, la "rottura" (in senso letterale) della batteria, sia da ricercare nel sistema di fissaggio della stessa all'abitacolo: il fissaggio, estremamente rigido, ha imposto alla batteria scuotimenti violentissimi (in particolare nel percorrere l'infernale tratto definito "Karusell" del circuito del Nürburgring) che hanno portato alla rottura.

### Italia, 1953, 6 settembre, 1º Gran Premio Supercortemaggiore
Le Lancia si presentano a Merano per partecipare al Gran Premio indetto/sponsorizzato dall'AGIP con il concorso organizzativo degli Automobile Club di Milano e di Bolzano; aperta alle vetture del gruppo "sport", la competizione (che si corre su un anello stradale di 18 km e sulla distanza di 15 giri) vede in lizza per il successo 4 Lancia (due D24 per Felice Bonetto e Piero Taruffi e due D23 affidate ad Eugenio Castellotti ed a Robert Manzon), una sola Alfa Romeo (che "ritira" le sue due vetture risultate meno veloci nelle prove e lascia al solo Juan Manuel Fangio con la spider "Disco Volante" l'arduo compito di contrapporsi alle macchine torinesi) e, a seguire, un nugolo di Ferrari (non ufficiali) e Maserati decisamente meno competitive. Le sfortune della Lancia iniziano molto presto, con Robert Manzon (D23) uscito di strada già al primo giro, imitato da Piero Taruffi (D24), sbandato su una chiazza d'olio rimasta dopo un incidente e fuori gara nel corso del 2º giro. Dopo due giri di gara, le forze della Lancia già risultano ridotte del 50%, ma resta la soddisfazione di trovare la D24 di Felice Bonetto in testa alla gara, seguito da Juan Manuel Fangio. Eugenio Castellotti con la D23 superstite è invece preda di noie ai freni e finisce per ritirarsi. Resta il solo Felice Bonetto, che conduce la gara fino al 10º giro, dopodiché viene superato dall'argentino e, poco dopo, si ritira per noie al cambio. La vittoria va a Juan Manuel Fangio, che distanzia di 8 minuti il più vicino avversario, Sergio Mantovani con la Maserati A6GCS/53 da 2 litri.

### Italia, 1953, 27 settembre, VI Bologna-Passo della Raticosa
La cronoscalata che si corre lungo i 43,2 chilometri di salita che conducono al Passo della Raticosa (Bologna) registra la prima vittoria di una D24, condotta nell'occasione da Felice Bonetto. Alle sue spalle, un'altra Lancia, quella di Eugenio Castellotti con una D23 da 3 litri. Comunque sia, in questa salita le due Lancia non faticano a tenere a bada gli avversari: lo dimostra il pesante distacco (una quarantina di secondi) inflitto a Luigi Musso che, con l'agile Maserati A6GCS/53 da due litri, si piazza al terzo posto ed è dunque il primo degli inseguitori.
Questa la classifica (primi 10) della corsa (percorso Km 43,200):

Felice Bonetto alla Bologna-Raticosa, dove porta alla prima vittoria la D24

1. [#274] Bonetto Felice (Lancia D24 spider) 26'03”1/5, media Km/h 99,488
2. [#260] Castellotti Eugenio (Lancia D23 spider) 26'11”
3. [#258] Musso Luigi (Maserati A6GCS/53 spider-2 litri) 26'43”4/5
4. [#226] Sgorbati Roberto (Osca Mt4-1100 spider) 26'52”2/5
5. [#---] Mantovani Sergio (Maserati A6GCS/53 spider-2 litri) 27'20”1/5
6. [#---] Musitelli Giulio (Ferrari 2 litri) 27'28”2/5
7. [#---] Bordoni Franco (Gordini 2300 spider) 27'33”
8. [#188] Gerini Gerino (Ferrari 212 coupé-2,6 litri) 28'18”
9. [#---] Giardini Francesco (Osca Mt4-1100 spider) 28'19”1/5
10. [#---] Lualdi Edoardo (Ferrari 2 litri) 28'27”2/5

### Messico, 1953, 19/23 novembre, IV Carrera Panamericana

Juan Manuel Fangio e la sua D24

Alla ricerca di una affermazione di prestigio e assistite da una macchina organizzativa efficiente e poderosa (quasi trenta persone, tra cui lo stesso ingegner Gianni Lancia), al via della corsa (che si dipanerà in otto tappe ripartite in 5 giornate) si schierano cinque vetture, due D23 con motore da tre litri pilotate da Giovanni Bracco e da Eugenio Castellotti, e tre D24 (con motore ridotto per l'occasione dagli abituali 3,3 a 3,1 litri) affidate a Juan Manuel Fangio, a Piero Taruffi ed a Felice Bonetto. La corsa viene funestata da alcuni mortali incidenti, in uno dei quali perde la vita Felice Bonetto.
Sparito tragicamente Bonetto, le altre D24 dominano la corsa e terminano al 1º ed al 2º posto (Fangio e Taruffi rispettivamente) mentre delle due D23, quella di Bracco si ritira per la perdita di una ruota durante la quarta tappa, mentre l'altra condotta da Castellotti finisce per occupare la terza piazza assoluta, completando il successo della Lancia, che batte sonoramente la Ferrari (pur in campo con vetture di ben maggior cilindrata) e che anche per questo motivo ha una risonanza mondiale.
Non va però dimenticata la bellissima impetuosa corsa compiuta dal ferrarista Umberto Maglioli: sempre tra i primi, si ritrova, al termine della quarta tappa, secondo assoluto alle spalle della Lancia di Fangio, con un distacco di appena 1'05”, poi, nel corso della quinta tappa, un irreparabile guasto ad un cuscinetto lo appieda. Ma Umberto non si arrende, sale sulla Ferrari (gemella della sua) sin lì condotta da Mario Ricci e, complice il tracciato velocissimo, si aggiudica le ultime due tappe, compiendo una rimonta notevole ma insufficiente ad impensierire le Lancia a causa dell'enorme ritardo accumulato da Ricci nella prima parte della corsa.
| Prima tappa (19-11-1953, da Tuxtla Gutierrez ad Oaxaca, di km 530) |
| --- |

Il percorso della Carrera Panamericana 1953

I resti della D24 di Felice Bonetto dopo il mortale incidente

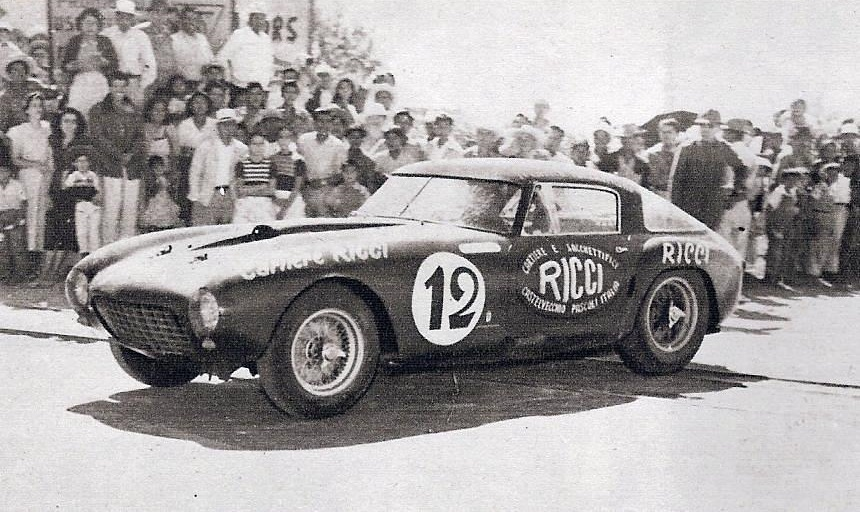
La più pericolosa antagonista delle Lancia: la Ferrari 4,5 litri berlinetta di Umberto Maglioli

| 1. [#34] Bonetto Felice (Lancia D24-3,1 litri spider) 3h28'14", media Km/h 152,713 2. [#22] Taruffi Piero (Lancia D24-3,1 litri spider) 3h30'17" 3. [#36] Fangio Juan Manuel (Lancia D24-3,1 litri spider) 3h31'06" 4. [#38] Castellotti Eugenio (Lancia D23-3 litri spider) 3h33'27" 5. [#12] Maglioli Umberto (Ferrari 375MM-4,5 litri coupé) 3h37'10" 6. [#7] Behra Jean (Gordini 36S-3 litri spider) 3h37'39" 7. [#50] Bracco Giovanni (Lancia D23-3 litri spider) 3h41'25" |

| Seconda tappa (20-11-1953, da Oaxaca a Puebla, di km 407) |
| --- |
| 1. [#22] Taruffi Piero (Lancia D24-3,1 litri spider) 2h52'33” alla media di km/h 141,524 2. [#34] Bonetto Felice (Lancia D24-3,1 litri spider) 2h53'41” 3. [#36] Fangio Juan Manuel (Lancia D24-3,1 litri spider) 2h54'40” 4. [#12] Maglioli Umberto (Ferrari 375MM-4,5 litri coupé) 2h56'00” 5. [#50] Bracco Giovanni (Lancia D23-3 litri spider) 2h57'31” 6. [#38] Castellotti Eugenio (Lancia D23-3 litri spider) 3h00'09” 7. [#26] Mancini Guido (Ferrari 375MM-4,5 litri coupé) 3h03'45” |

| Terza tappa (20-11-1953, da Puebla a México di km 128) |
| --- |
| 1. [#22] Taruffi Piero (Lancia D24-3,1 litri spider) 46'25”, media Km/h 165,457 2. [#34] Bonetto Felice (Lancia D24-3,1 litri spider) 46'39” 3. [#12] Maglioli Umberto (Ferrari 375MM-4,5 litri coupé) 47'41” 4. [#38] Castellotti Eugenio (Lancia D23-3 litri spider) 48'53” 5. [#36] Fangio Juan Manuel (Lancia D24-3,1 litri spider) 49'51” 6. [#50] Bracco Giovanni (Lancia D23-3 litri spider) 49'52” 7. [#8] Lucas (Gordini 38S-2,5 litri spider) 50'42” |

| Quarta tappa (21-11-1953, da México a Leòn di km 420) |
| --- |
| 1. [#12] Maglioli Umberto (Ferrari 375MM-4,5 litri coupé) 2h15'41”, media Km/h 185,726 2. [#36] Fangio Juan Manuel (Lancia D24-3,1 litri spider) 2h19'50” 3. [#26] Mancini Guido (Ferrari 375MM-4,5 litri coupé) 2h20'09” 4. [#38] Castellotti Eugenio (Lancia D23-3 litri spider) 2h21'50” 5. [#8] Lucas (Gordini 38S-2,5 litri spider) 2h29'29” 6. [#7] Behra Jean (Gordini 36S-3 litri spider) 2h31'44” 7. [#23] Ricci Mario (Ferrari 375MM-4,5 litri coupé) 2h35'42 |

| Quinta tappa (21-11-1953, da Leòn a Durango di km 530) |
| --- |
| 1. [#22] Taruffi Piero (Lancia D24-3,1 litri spider) 2h44'36”, media Km/h 193,195 2. [#36] Fangio Juan Manuel (Lancia D24-3,1 litri spider) 2h49'57” 3. [#38] Castellotti Eugenio (Lancia D23-3 litri spider) 2h58'48” 4. [#26] Mancini Guido (Ferrari 375MM-4,5 litri coupé) 2h59'57” 5. [# 6] Rosier Louis (Talbot 26GS-4,5 litri spider) 3h10'16” 6. [#51] Mantz Johnny (Lincoln Capri-5,2 litri berlina 2 porte) 3h14'27” 7. [#95] McGrath Jack (Lincoln Capri-5,2 litri berlina 2 porte) 3h15'47” |

| Sesta tappa (22-11-1953, da Durango a Parral di km 404) |
| --- |
| 1. [#23] Maglioli Umberto (Ferrari 375MM-4,5 litri coupé) 2h15'00”, media Km/h 179,555 A partire dalla sesta tappa, Umberto Maglioli, rimasto appiedato per la rottura di un cuscinetto della ruota posteriore, passa alla guida della vettura di Mario Ricci, di modello identico al suo. 1. [#22] Taruffi Piero (Lancia D24-3,1 litri spider) 2h22'36” 2. [#36] Fangio Juan Manuel (Lancia D24-3,1 litri spider) 2h23'35” 3. [#38] Castellotti Eugenio (Lancia D23-3 litri spider) 2h23'58” 4. [# 6] Rosier Louis (Talbot 26GS-4,5 litri spider) 2h27'31” 5. [#95] McGrath Jack (Lincoln Capri-5,2 litri berlina 2 porte) 2h31'42” 6. [#53] Faulkner Walt (Lincoln Capri-5,2 litri berlina 2 porte) 2h33'08” |

| Settima tappa (23-11-1953, da Parral a Chihuahua di km 300) |
| --- |
| 1. [#23] Maglioli Umberto (Ferrari 375MM-4,5 litri coupé) 1h27'45”, media Km/h 205,128 2. [#38] Castellotti Eugenio (Lancia D23-3 litri spider) 1h30'33” 3. [#36] Fangio Juan Manuel (Lancia D24-3,1 litri spider) 1h32'51” 4. [#22] Taruffi Piero (Lancia D24-3,1 litri spider) 1h32'53” 5. [#51] Mantz Johnny (Lincoln Capri-5,2 litri berlina 2 porte) 1h37'51” 6. [#53] Faulkner Walt (Lincoln Capri-5,2 litri berlina 2 porte) 1h38'33” 7. [#95] McGrath Jack (Lincoln Capri-5,2 litri berlina 2 porte) 1h39'42” |

| Ottava ed ultima tappa (23-11-1953, da Chihuahua a Ciudad Juarez, di km 358) |
| --- |
| 1. [#23] Maglioli Umberto (Ferrari 375MM-4,5 litri coupé) 1h36'30”, media Km/h 222,590 2. [#38] Castellotti Eugenio (Lancia D23-3 litri spider) 1h47'14” 3. [#22] Taruffi Piero (Lancia D24-3,1 litri spider) 1h48'12” 4. [#36] Fangio Juan Manuel (Lancia D24-3,1 litri spider) 1h49'10” 5. [# 6] Rosier Louis (Talbot 26GS-4,5 litri spider) 1h49'52” 6. [#51] Mantz Johnny (Lincoln Capri-5,2 litri berlina 2 porte) 1h55'39” 7. [#5] Echevarria Efrain Ruiz (Ferrari 250MM-3 litri) 1h56'31” |

La Lincoln di Chuck Stevenson, settima assoluta e prima tra le “Turismo speciale”

- Classifica finale generale (primi 7) sul percorso complessivo, pari a Km 3077

1. [#36] Juan Manuel Fangio (Lancia D24-3,1 litri spider) 18h11'00”, media Km/h 169,220
2. [#22] Piero Taruffi (Lancia D24-3,1 litri spider) 18h18'51”
3. [#38] Eugenio Castellotti (Lancia D23-3 litri spider) 18h24'52”
4. [#26] Guido Mancini (Ferrari 375 MM-4,5 litri coupé) 19h40'29”
5. [# 6] Louis Rosier (Talbot 26GS-4,5 litri spider) 20h11'22”
6. [#23] Umberto Maglioli/Mario Ricci (Ferrari 375MM-4,5 litri coupé) 20h31'32”
7. [#52] Chuck Stevenson (Lincoln Capri-5,2 litri berlina 2 porte) 20h32'55”

### Stati Uniti d'America, 1954, 7 marzo, III 12 Ore di Sebring
Il Campionato Mondiale per Vetture Sport 1954 prende l'avvio a Sebring, sul cui circuito si corre la terza edizione della “12 Ore”. Poiché la Casa torinese intende partecipare attivamente a questo campionato, spedisce oltreoceano la sua squadra al completo, composta da quattro D24, riportate alla originaria cilindrata di 3,3 litri e potenziate fino a raggiungere i 265 hp ed un regime di rotazione di 7000 giri/minuto. Gli equipaggi previsti sono: Juan Manuel Fangio/Eugenio Castellotti, Alberto Ascari/Luigi Villoresi, Piero Taruffi/Robert Manzon e l'originale coppia che vede il playboy Porfirio Rubirosa accanto al gentleman Luigi Valenzano.
Pericolose avversarie delle Lancia sembrano essere tre Aston Martin da 3 litri, una Cunningham C4R da più di 5 litri e, soprattutto, le due Ferrari da 4,5 litri di Phil Hill/William C.Spear e di John Fitch/Walters. Le cose sembrano mettersi abbastanza bene per le Lancia, che a tratti assumono il comando e che allo scoccare della terza ora si trovano al secondo, terzo e quarto posto, molto vicine alla Ferrari di Phil Hill/William C.Spear che al momento conduce. Alla quarta ora, dopo 50 giri, la D24 di Juan Manuel Fangio/Eugenio Castellotti, al momento terza in classifica, è fermata da una avaria al cambio. Nel corso dell'87º giro, ad accusare un irreparabile guasto ad un semiasse è invece l'altra D24 di Alberto Ascari/Luigi Villoresi. A metà gara, dopo 6 ore di corsa, la classifica vede comunque al primo posto la D24 di Piero Taruffi/Robert Manzon, seguita (a circa 6 giri) dalla Ferrari di John Fitch/Walters e (a 9 giri) dalla sorprendente Osca da 1 litro e mezzo di Stirling Moss/Bill Lloyd.
Manca meno di un'ora allo scoccare della dodicesima ora, e la classifica parla chiaro: Piero Taruffi/Robert Manzon con la D24 hanno al loro attivo 160 giri (oltre 1350 chilometri percorsi) mentre la seconda in classifica, l'Osca di Stirling Moss/Bill Lloyd, accusa un ritardo enorme (una ventina di giri in meno, ovvero poco più di 1200 chilometri percorsi in 11 ore): subito dopo il cambio di pilota, tre chilometri dopo che Piero Taruffi ha ceduto la guida a Robert Manzon, la D24 dell'equipaggio italo-francese rimane ferma lungo il circuito per il cedimento delle bronzine. Robert Manzon non si dà per vinto e prende a spingere la vettura. La squadra provvede immediatamente a condurre Piero Taruffi nel punto in cui Robert Manzon sta spingendo la D24 e dà il cambio al francese, riuscendo faticosamente a portare la macchina sin sul traguardo. La manovra costerà la squalifica dell'equipaggio e la corsa sarà appannaggio della piccola Osca. A salvare l'onore della Lancia, il secondo posto ottenuto dalla “strana coppia” Luigi Valenzano/Porfirio Rubirosa, i quali, malgrado marcino velocissimi nell'ultima ora e recuperino 4 posizioni, non riescono a colmare il distacco.
Questa la classifica (primi 10) della corsa (12 ore sul circuito di Sebring, di metri 8368,59 a giro):

La squadra delle quattro D24: in testa al gruppo la vettura di Fangio

1. [#56] Stirling Moss/Bill Lloyd (Osca Mt4-1450 spider) che percorre in 12 ore 04'16”7/10 n° 168 giri per complessivi Km 1405,923 alla media di km/h 116,468
2. [#39] Luigi Valenzano/Porfirio Rubirosa (Lancia D24 spider) a 4 giri
3. [#29] Lance Macklin/George Huntoon (Austin Healey 2,7 litri spider) a 7 giri
4. [#91] James Simpson/George Colby (Osca Mt4-1450 spider) a 7 giri
5. [#61] Otto Linton/Harry R. Beck (Osca Mt4-1350 spider) a 8 giri
6. [#97] W.K. Carpenter/John Van Driel (Kieft-Bristol 2 litri) a 13 giri
7. [#41] Richard Cicurel/Jim Pauley (Siata-Fiat 208S spider-2 litri) a 14 giri
8. [#65] Rees T. Makins/Franck Bott (Osca Mt4-1100 spider) a 20 giri
9. [#15] Jake Kaplan/Russ Boss (Jaguar XK120-3,4 litri) a 20 giri
10. [#49] Fernando Segura/Daimo Bojanich (Porsche 550-1,5 litri) a 27 giri

Il giro più veloce è stato realizzato da Alberto Ascari [#37] (Lancia D24 spider) in 3'32”, media Km/h 142,108.

### Italia, 1954, 4 aprile, XIV Giro di Sicilia
Una D24 viene spedite in Sicilia per correre il “Giro” dell'isola, un periplo di 1080 chilometri che serve anche quale sorta di “prova generale d'affidabilità” in vista della imminente Mille Miglia. Nella circostanza, il pilota cui è affidata la conduzione risponde al nome di Piero Taruffi. Avversarie della solitaria D24 sono come sempre soprattutto le Ferrari e le più temibili tra queste sembrano, sulla carta, la barchetta 375 Plus di quasi cinque litri di cilindrata affidata ad Umberto Maglioli e la più modesta ma agile e scattante 500 Mondial da appena due litri di cilindrata pilotata da Franco Cortese. In corsa, da non sottovalutare, sono anche le maneggevoli Maserati da due litri, le Osca da 1 litro e mezzo ed una Jaguar XK 120 del pilota locale Alfonso Vella.
Come previsto, la lotta per l'assoluto vede alternarsi al comando del ferrarista Umberto Maglioli, forte della enorme potenza della sua berlinetta, ed il lancista Piero Taruffi, la cui macchina è meno potente ma di certo più facile da domare sulle insidiose strade dell'isola. L'irruente Umberto Maglioli spreca l'occasione della possibile vittoria con una rovinosa uscita di strada e lascia via libera a Piero Taruffi, che, complici i molti ritiri degli avversari più insidiosi, copre l'intera distanza in 10 ore 24'37” infliggendo al più vicino inseguitore – Piero Carini con la sorprendente berlina Alfa Romeo 1900 TI ottimamente preparata – circa 1 ora di distacco. Da osservare che in questa occasione, ogni pilota è accompagnato da un meccanico (o da un co-pilota): nell'occasione, Piero Taruffi ha al suo fianco uno dei migliori meccanici di casa Lancia, Carlo Luoni.
Questa la classifica finale (primi 10) della corsa (percorso totale Km 1080,000):

Taruffi con accanto il coequiper Luoni taglia il traguardo di Palermo con la D24 vittoriosa

1. [#355] Piero Taruffi/Carlo Luoni (Lancia D24 spider) 10h24'37”, media Km/h 103,743
2. [#154] Piero Carini/Arciso Artesani (Alfa Romeo 1900 TI berlina) 11h22'14”
3. [#---] Gerino Gerini/Luciano Donazzolo (Ferrari 250 MM coupé-3 litri) 11h25'41”
4. [#336] Luigi Musso/Mario Donatelli (Maserati A6GCS/53 spider-2litri) 11h27'20”
5. [#---] Ferruccio Musitelli/C. Bresciani (Ferrari 250 Monza-3 litri) 11h30'49”
6. [#---] M. Pezzoli/Noris (Ferrari 250S-3 litri) 11h41'18”
7. [#---] Vittorio Colocci/Gaetano Spata (Ferrari 250 MM-3 litri) 11h43'39”
8. [#---] Sergio Mantovani/R. Palazzi (Alfa Romeo 1900 TI berlina) 11h48'21”
9. [#310] G. Fleres/Giuseppe De Sarzana (Lancia Aurelia B20-2500 coupé) 11h58'58”
10. [#251] Carlo Leto di Priolo/Salvatore Leto di Priolo (Fiat 8V coupé-2 litri) 11h59'47"

### Italia, 1954, 11 aprile, VI Coppa della Toscana
Ad una settimana di distanza dal Giro di Sicilia, la Toscana ospita la sua grande corsa su strada. Giunta alla sesta edizione, la gara, denominata Coppa della Toscana, si dipana lungo i 760 chilometri di un tracciato che, partendo da Firenze, tocca nell'ordine Pistoia, Lucca, Massa, Pisa, Livorno, Grosseto, Montalto di Castro, Siena ed Arezzo per tornare definitivamente a Firenze.
Questa volta le D24 che si presentano al “via” sono due, una per Luigi Villoresi, l'altra per Eugenio Castellotti. La sorte sembra essere benigna nei confronti della Lancia, dal momento che poco prima della partenza viene a mancare la partecipazione del più temibile avversario - Umberto Maglioli con la solita potente Ferrari 4,9 litri, che è vittima di una irreparabile avaria ad una sospensione. Rimangono, a contrastare il passo delle D24, le Ferrari di Paolo marzotto (3 litri spider) e di Piero Scotti (4,5 litri spider) e la Gordini di Franco Bordoni (3 litri spider). Gigi Villoresi parte di gran carriera, è primo al controllo di Lucca (a 116 km dal via) ma subito dopo, nei pressi di Viareggio, si ritira per guasto al motore. Il comando passa allora nelle mani della D24 superstite di Eugenio Castellotti, che seguiva ad appena 1 minuto, e che però deve fare i conti con uno scatenatissimo Piero Scotti, che riesce a recuperare terreno lungo il veloce tratto di strada dopo Livorno ed a transitare al controllo di Montalto di Castro con 1 minuto e 15” di vantaggio sul lancista.
Nel successivo percorso che da Montalto di Castro conduce ad Arezzo, Eugenio Castellotti si rifà sotto e supera Piero Scotti. Al controllo di Arezzo, la classifica vede 1° Castellotti e 2° Scotti, che segue staccato di appena un minuto (un'inezia, considerando che i due stanno correndo da più di 5 ore). Subito dopo, però, il duello viene a concludersi perché la D24 di Eugenio Castellotti, al momento dell'ultimo rifornimento, si incendia (pare per qualche maldestra operazione degli addetti) e non può proseguire. Per la cronaca, la vittoria va poi meritatamente a Piero Scotti, che precede la Gordini 3 litri di Franco Bordoni.

### Italia, 1954, 1-2 maggio, XXI Mille Miglia
Nel febbraio del 1954, in vista della prevista massiccia partecipazione alla classica Mille Miglia, la gara italiana di maggiore rilevanza internazionale (nata nel 1927 è ora giunta alla sua XXI edizione) la Lancia dà l'avvio alla costruzione di quattro esemplari di D24, che sono pronti quando la corsa è alle porte, tanto è vero che vengono immatricolati e targati in data 26 aprile. I motori montati su queste quattro nuove unità, sempre di 3,3 litri di cilindrata, vengono depotenziati rispetto a quelli utilizzati a Sebring e ricondotti alla configurazione originaria (240/245 HP a 6200 giri circa) o, forse, anche qualcosa meno quale misura precauzionale.
La Lancia cala in quel di Brescia con queste quattro macchine nuove fiammanti affiancate da tre-quattro unità di costruzione anteriore aventi funzioni di “muletti” di allenamento. I quattro piloti di casa Lancia per l'occasione sono Alberto Ascari, Eugenio Castellotti, Piero Taruffi e Luigi Valenzano. Dei quattro, il Campione del Mondo Ascari, molto valido per le corse in circuito, è l'uomo che viene dato come il meno adatto ad una corsa su strada. Nei giorni immediatamenmte precedenti la partenza, Alberto Ascari appare molto teso e nervoso e, forse “impuntatosi” per motivi di superstizione, si dichiara poco convinto della bontà della macchina a lui destinata, chiedendo di poter utilizzare in gara la vettura che fu di Juan Manuel Fangio alla Carrera Panamericana. Si dice che per accontentare Alberto Ascari ma al tempo stesso evitare di farlo correre con una macchina già oberata di chilometri, nel giro di una notte motore e cambio (ed altre parti meccaniche interessate, oltre alla targa ed ai sigilli di punzonatura) vengano trapiantati dalla nuova vettura alla vecchia, probabilmente all'insaputa del pilota.
Principali avversarie delle Lancia sono le solite Ferrari (in particolare la “tre litri” di Clemente Biondetti e le cinque spider 4,9 litri di Nino Farina, Umberto Maglioli, Giannino Marzotto, Paolo Marzotto e Piero Scotti), le due Aston Martin “tre litri” di Peter Collins e di Reginald Parnell, le tre Austin Healey 2,7 litri di Louis Chiron, Lance Macklin e Tommy Wisdom e le sempre temibili Maserati da soli 2 litri di cilindrata.
Il ferrarista Giuseppe (Nino) Farina (laureatosi nel 1950 primo Campione Mondiale di Formula Uno) finisce presto fuori strada (a Peschiera del Garda), mentre le tre Lancia di Piero Taruffi, Alberto Ascari ed Eugenio Castellotti assumono il comando della corsa, davanti a tre Ferrari (Umberto Maglioli, Paolo Marzotto e Giannino Marzotto) ed all'ultima D24, condotta da Luigi Valenzano. Questi è poi vittima, nelle vicinanze di Pescara, di un incidente in cui distrugge la macchina e riporta leggere ferite. Pochi chilometri dopo ed ecco che a ritirarsi è la Lancia di Eugenio Castellotti, cui cede il motore. La marcia quasi trionfale delle due Lancia superstiti prosegue, tanto che a metà corsa, al controllo di Roma, la classifica vede Piero Taruffi primo in poco più di 5 ore e mezza, Alberto Ascari secondo a 4 minuti, Umberto Maglioli con la Ferrari 4,9 litri terzo a quasi 12 minuti, Paolo Marzotto con la 3 litri Ferrari quarto a più di un quarto d'ora, Peter Collins con l'Aston Martin quinto con 38 minuti di ritardo.
Tradizione vuole che colui che transita in testa a metà percorso (quindi a Roma) non si aggiudichi la vittoria finale. Così sarà anche questa volta, visto che il povero Piero Taruffi deve abbandonare ogni sogno di vittoria: a Capranica, nel superare una macchina più lenta, frena sull'asfalto bagnato e compie una escursione fuori strada che gli costa la rottura di una tubazione dell'olio. Prosegue come può fino al posto di assistenza Lancia a Firenze, dove però, constatata l'irreparabilità del danno, è costretto alla resa.
Ormai a reggere le sorti della casa torinese rimane il solo Alberto Ascari, il quale però sta marciando con un margine nettissimo sugli avversari, i più pericolosi dei quali (Paolo marzotto ed Umberto Maglioli) si ritirano tra Firenze e Bologna. Non più inseguita dalle insidiose Ferrari di maggior potenza, la Lancia D24 di Alberto Ascari marcia di conserva fino al traguardo di Brescia, che raggiunge dopo quasi 11 ore e mezza di corsa.

Alberto Ascari in azione alla Mille Miglia

Scomparse quasi tutte le vetture inglesi, mai comunque particolarmente veloci, alle spalle della Lancia, vicinissime tra loro ma staccate dal vincitore di quasi 40 minuti, si classificano due macchine italiane da appena “2 litri” di cilindrata: la Ferrari 500 Mondial di Vittorio marzotto e la Maserati A6GCS/53 di Luigi Musso.
Questa la classifica finale (primi 10) della corsa (percorso totale Km 1597,000):
1. [#602] Alberto Ascari (Lancia D24 spider-3,3 litri) 11h26'10”, media Km/h 139,645
2. [#523] Vittorio Marzotto (Ferrari 500 Mondial spider-2 litri) 12h00'01”
3. [#500] Luigi Musso/Augusto Zocca (Maserati A6GCS/53 spider-2 litri) 12h00'10”
4. [#601] Clemente Biondetti (Ferrari 250MM spider-3 litri) 12h15'36”
5. [#506] Bruno Venezian/M. Orlandi (Maserati A6GCS/53 spider-2 litri) 12h27'43”
6. [#351] Hans Herrmann/Herbert Linge (Porsche 550 Spyder-1,5 litri) 12h35'44”
7. [#440] Giuseppe Serafini/Carlo Mancini (Lancia Aurelia B20-2500 coupé) 12h47'12”
8. [#326] Piero Carini/Arciso Artesani (Alfa Romeo 1900 TI berlina) 12h51'52”
9. [#439] Carlo Leto di Priolo/Salvatore Leto di Priolo (Fiat 8V coupé Zagato) 12h52'38”
10. [#343] Giulio Cabianca (Osca Mt4 1500 spider) 12h55'08”

### Italia, 1954, 30 maggio, XXVIII Targa Florio
Benché ancora la Targa Florio non appaia tra le corse valide per l'assegnazione del punteggio per il Campionato Internazionale Marche Vetture Sport, la Lancia, ben sapendo quanta risonanza può derivare da una vittoria nell'anziana corsa siciliana, spedisce in Sicilia due D24, una per Piero Taruffi, l'altra per Eugenio Castellotti. Sulla carta la vittoria sembra facile, dal momento che a contrastare le due macchine torinesi sono soltanto le tre pur valide Maserati 2 litri (pilotate da Luigi Musso, Giorgio Scarlatti e Luigi Bellucci) e le due Ferrari da 2,7 litri di Clemente Biondetti e di Ilfo Minzoni. La lotta si scatena subito, e vede coinvolte sostanzialmente tre macchine, le due D24 e la Maserati di Luigi Musso, che nei confronti con le Lancia può vantare una maggiore agilità ma deve scontare la minor potenza del motore.
Fino al momento del ritiro, avvenuto al 4º giro per la rottura ad una sospensione causata da una leggera uscita di strada, Eugenio Castellotti conduce spavaldamente la gara in testa, segnando anche il giro più veloce della giornata (3º giro compiuto in 46'23”3/5, media Km/h 93,116, nuovo record del tracciato), poi al comando subentra il regolare Taruffi, che distanzia la Maserati di Musso inesorabilmente, giro dopo giro. Da segnalare che i concorrenti vengono cronometrati - lungo il rettilineo di Bonfornello – sul “chilometro lanciato”: la velocità più elevata viene raggiunta proprio da Castellotti, che impiega 14”1/5, marciando dunque alla velocità di km/h 253,521.
Questa la classifica finale (primi 10) della corsa (percorso: 8 giri del Piccolo circuito delle Madonie, di km 72,000 a giro, per un totale di km 576,000):

Taruffi festeggiato dopo l'arrivo vittorioso

1. [#76] Piero Taruffi (Lancia D24 spider) 6h24'18”, media Km/h 89,929
2. [#60] Luigi Musso (Maserati A6GCS/53 spider-2 litri) 6h31'51”
3. [#80] Roberto Piodi (Lancia Aurelia B20-2500 coupé) 6h55'11”1/5
4. [#64] Luigi Bellucci (Maserati A6GCS/53 spider-2 litri) 7h11'20”4/5
5. [#82] Clemente Biondetti (Ferrari 225 S-2,7 litri) 7h12'04”3/5
6. [#72] Ilfo Minzoni (Ferrari 225S-2.7 litri) 7h29'27”
7. [#46] Francesco Arezzo (Lancia Aurelia B20-2500 coupé) 7h32'23”1/5
8. [#66] Gaetano Starrabba (Lancia Aurelia B20-2500 coupé) 7h36'33”3/5
9. [#44] Melchiorre Scaminaci (Lancia Aurelia B20-2500 coupé) 7h37'22/5
10. [#24] Antonio Di Salvo (Fiat Raor 1100 sport spider) 7h46'20”3/5

Il Giro più veloce è stato il 3° di Eugenio Castellotti [#70] (Lancia D24 spider) in 46'23”3/5, media Km/h 93,116

### Portogallo, 1954, 27 giugno, Gran Premio di Porto
Al Gran Premio di Porto per vetture sport fa la sua prima uscita il nuovo motore tipo D25 da 3,7 litri di cilindrata. La vettura destinata a riceverlo è la D24 affidata ad Alberto Ascari, una macchina che, motore a parte, non differisce dalle altre D24 da 3,3 litri che scendono in gara nelle mani di Luigi Villoresi e di Eugenio Castellotti. La maggiore potenza della macchina di Alberto Ascari, non disgiunta dalla eccelsa capacità di guida del nostro campione, consentono al pilota milanese di portarsi in testa sin dal primo giro incrementando man mano il vantaggio sugli inseguitori, che altri non sono se non i compagni di squadra Luigi Villoresi ed Eugenio Castellotti. Gli altri concorrenti in gara non paiono assolutamente in grado di inserirsi nella lotta per il primato, anche se le due Jaguar di J. Duncan Hamilton e di Whitehead marciano velocissime. La corsa di Alberto Ascari si arresta a due terzi di gara, per problemi alla scatola guida dello sterzo. Si aggiudicherà la vittoria Luigi Villoresi, seguito da presso dal compagno di squadra Eugenio Castellotti, cui è attribuito il giro più veloce della giornata. Whitehead si classifica terzo, staccato di due giri.
Questa la classifica finale (primi 7) della corsa (percorso: 45 giri del circuito stradale di Porto, di km 7,407 a giro, per un totale di km 333,315):
1. [#1] Villoresi Luigi (Lancia D24 spider) 2h14'14”, alla media di km/h 148,986
2. [#2] Castellotti Eugenio (Lancia D24 spider) 2h14'58”
3. [#---] Whitehead (Cooper-Jaguar spider) a 2 giri
4. [#20] De Mascarenhas Fernando (Ferrari 250MM-3 litri) a 4 giri
5. [#11] Valentin (Ferrari 166MM-2 litri) a 4 giri
6. [#---] Pozzi Charles (Talbot 4,5 litri) a 6 giri
7. [#12] Marques Francisco (Ferrari 250MM-3 litri) distacco N.D.

Il Giro più veloce è stato il 25° di Eugenio Castellotti [#2](Lancia D24 spider) 2'55”1/5 alla media di km/h 152,198

### Italia, 1954, 4 luglio, XIV Bolzano-Passo della Mendola
Reduce dal secondo posto al Gran Premio di Porto, Eugenio Castellotti viene iscritto, appena una settimana dopo, alla corsa in salita nazionale di Bolzano lungo i 25 km che conducono al Passo della Mendola.

La D24 di Castellotti in piena azione in un tornante lungo la salita al Passo della Mendola

La D24 del lodigiano è la stessa 3,3 litri utilizzata a Porto e, già dalle prove, appare in grado di aggiudicarsi la gara con una certa facilità. La vittoria va effettivamente alla “3,3 litri” della casa torinese, che si lascia alle spalle, abbastanza distaccate, le “3 litri” Ferrari di Gerino Gerini, di Salvatore Ammendola e di Primo Pezzoli.
Questa la classifica (primi 10) della corsa (percorso Km 25,000):
1. [#106] Castellotti Eugenio (Lancia D24 spider) 14'44”6/10, media Km/h 101,740
2. [#---] Gerini Gerino (Ferrari spider-3 litri) 15'15”9/10
3. [#---] Ammendola Salvatore (Ferrari coupé-3 litri) 15'37”6/10
4. [#---] Pezzoli Primo (Ferrari 3 litri) 16'19”
5. [#---] Provasi Antonello (Ferrari 2 litri) 17'09”4/10
6. [#75] Tomasi Mario (Fiat 8V coupé-2 litri) 17'12”3/10
7. [#---] Lubich Eugenio (Lancia Aurelia B20-2500 coupé) 17'20”7/10
8. [#---] Negri Antonio (Lancia Aurelia B20-2500 coupé) 17'27”2/10
9. [#---] Bertani Franco (Alfa Romeo 1900 TI berlina) 17'28”9/10
10. [#---] Sartori Pier Umberto (Ferrari 2 litri) 17'31”6/10

### Italia, 1954, 25 luglio, XVI Aosta-Passo del Gran San Bernardo
L'ultima domenica di luglio 1954 vede l'ennesima affermazione di Eugenio Castellotti, sempre alla guida di una D24 (anche se non lo stesso esemplare utilizzato a Porto e a Bolzano). Anche in questa occasione, la macchina torinese dimostra la propria superiorità sugli avversari sin dalle prove.
Peccato però che all'ultimo momento sia venuto a mancare l'altro lancista, il più esperto Piero Taruffi, la cui D24 accusa, proprio nei minuti che precedono il “via”, un banale ma irreparabile guasto alla pompa di alimentazione. Eugenio Castellotti ha così via libera e può scatenarsi, avendo come mira il nuovo record del tracciato. Il bersaglio è colpito, nel senso che effettivamente il lancista è autore di un'ottima prestazione, che migliora di oltre 26” il record precedente, detenuto dallo svizzero Willy P. Daetwyler che nel 1953 con la sua monoposto speciale Alfa Romeo munita di motore da 4,5 litri aveva coperto il percorso in 23'25”1/10.

Eugenio Castellotti festeggiato dopo l'arrivo al Passo del Gran San Bernardo (il volto del pilota è racchiuso nel cerchio rosso)

Gli avversari di Castellotti finiscono piuttosto staccati: il più immediato inseguitore, il pur ottimo Salvatore Ammendola con la Ferrari 3 litri coupé, accusa un ritardo che sfiora il minuto primo, mentre il terzo, Franco Bordoni con la spider Gordini da 3 litri, giunge a quasi due minuti.
Questa la classifica (primi 10) della corsa (percorso Km 33,900):
1. [#168] Castellotti Eugenio (Lancia D24 spider) 22'58”4/5 media Km/h 88,511
2. [#160] Ammendola Salvatore (Ferrari coupé-3 litri) 23'56”1/5
3. [#---] Bordoni Franco (Gordini spider-3 litri) 24'40”
4. [#---] Bonomi Roberto (Ferrari 3 litri) 24'46”1/5
5. [#172] Valenzano Luigi (Maserari A6GCS53 spider-2 litri) 24'51”
6. [#---] Cordero di Montezemolo Paolo (Osca 4500 speciale) 24'56”2/5
7. [#158] Ducrey Willy (Alfa Romeo Disco Volante spider) 25'40”3/5
8. [#---] Pezzoli Primo (Ferrari 3 litri) 25'49”3/5
9. [#62] Ramella Sergio (Lancia Aurelia B20-2500 coupé) 26'05”4/5
10. [#---] Bertani Franco (Alfa Romeo 1900 TI berlina) 26'26”2/5

### Irlanda del Nord, 1954, 11 settembre, XXI RAC Tourist Trophy
Dopo quattro gare (Buenos Aires, Sebring, Mille Miglia e Le Mans) la situazione di classifica del Campionato Internazionale Marche Vetture Sport vede la Lancia staccata di soli 8 punti dalla Ferrari (Ferrari 22 punti, Lancia 14) per cui, mancando ancora due prove al termine (Tourist Trophy e Carrera Panamericana), l'assegnazione del titolo è assolutamente aperta. Su queste basi, malgrado ormai nel settore agonistico-sportivo l'attività della Casa torinese sia concentrata più sullo sviluppo della monoposto di Formula Uno (la D50) che non sulla preparazione delle macchine da impiegare nelle corse della categoria sport, viene deciso di scendere in campo con quattro macchine per contrastare le Ferrari nel R.A.C. Tourist Trophy, in calendario a Dundrod in Irlanda del Nord l'11 settembre 1954.
La “spedizione” oltralpe, contrariamente alla consuetudine Lancia, appare un po' raffazzonata ed improvvisata. In ogni caso, vengono fatte debuttare due nuove D25 da 3,7 litri (affidate ad Alberto Ascari/Luigi Villoresi ed a Juan Manuel Fangio/Eugenio Castellotti) ma, fortunatamente, in Irlanda vengono anche spedite due “tradizionali” D24 da 3,3 litri. Occorre tuttavia sottolineare che anche le due D24 da 3,3 litri, affidate per l'occasione agli equipaggi Piero Taruffi/Roberto Piodi e Robert Manzon/Luigi Valenzano, appaiono modificate: a parte qualche piccolo ritocco alle sospensioni, le differenze maggiori risiedono nell'impianto di lubrificazione, con la conseguente eliminazione delle prese d'aria che erano presenti sul parafango anteriore destro. Esteticamente, a parte l'eliminazione delle caratteristiche prese d'aria, le due D24 mostrano una calandra più tondeggiante e la chiusura delle feritoie di ventilazione sulle fiancate.
Malgrado la squadra Ferrari risulti decimata dalle defezioni ed in gara rimanga una sola macchina “ufficiale”, la 3 litri 4 cilindri di Mike Hawthorn/Maurice Trintignant, le quattro Lancia non riescono a tenere il passo della macchina rivale e devono accontentarsi delle piazze d'onore. A nulla servono i cambi di pilota (consentiti dal regolamento) che in casa Lancia vengono messi in atto (Fangio “accoppiato” a Taruffi, Castellotti a Manzon). Le due D25 sono costrette alla resa (avaria motore per Fangio, guasto alla trasmissione per Ascari) e le D24 non riescono a far meglio che classificarsi al 2º ed al 3º posto della graduatoria assoluta di velocità, dietro alla Ferrari 3 litri (che, con Mike Hawthorn, segna anche il giro più veloce della giornata). Lungo un tratto del percorso, le Lancia vengono cronometrate sul chilometro lanciato ed ottengono un risultato discreto: la migliore delle D24, guidata da Piero Taruffi, supera di poco i 226 km all'ora, mentre la D25 di Alberto Ascari sfiora i 233 km all'ora. Il risultato finale della corsa delude fortemente Gianni Lancia, che subito dopo questa gara, con il titolo ormai matematicamente sfumato, decide di non partecipare alla Carrera Messicana, malgrado sia in avanzata fase di messa a punto un motore da circa 3 litri e mezzo di cilindrata studiato in vista di quella corsa. Nella pratica, questa corsa sfortunata segna la fine dell'esperienza Lancia nell'ambito delle corse internazionali della categoria sport.
Poiché il Tourist Trophy si è disputato con il complicato sistema inglese dell'handicap, la corsa è stata interrotta dopo l'arrivo dei vincitori Gérard Laureau/Paul Armagnac (DB-Panhard 750) i quali si sono potuti affermare solo in virtù del “vantaggio” iniziale loro assegnato (ben 27 giri, contro, ad esempio, i 4 delle Lancia D25)

In primo piano la D25 di Juan Manuel Fangio, seguita dalla D24 di Piero Taruffi

Questa la classifica “di velocità” (primi 10) della corsa (disputatasi sul circuito di Dundrod, che misura miglia 7,416 - ovvero Km 11,93489 - per ciascun giro):
1. [#15] Hawthorn Mike/Trintignant Maurice (Ferrari 750 Monza spider-3 litri) 7h14'13”, media Km/h 138,529
2. [#3] Taruffi Piero/Fangio Juan Manuel (Lancia D24 spider) 7h16'26”
3. [#4] Manzon Robert/Castellotti Eugenio (Lancia D24 spider) 7h16'27” a 2 giri
4. [#9] Abecassis George/Mayers Jim (HWM-Jaguar spider-3,4 litri) 7h14'27” a 5 giri
5. [#57] Musso Luigi/Mantovani Sergio (Maserati A6GCS spider-2 litri) 7h14'36” a 5 giri
6. [#6] Whitehead Peter/Wharton Ken (Jaguar D spider speciale-2,5 litri) 7h14'45” a 5 giri
7. [#11] Swaters Jacques/Laurent Roger (Jaguar C spider-3,4 litri) 7h14'15” a 6 giri
8. [#19] Whitehead Graham/Poore Dennis (Aston Martin DB3S- spider3 litri) 7h19'19” a 6 giri
9. [#31] Said Bob/Gregory Masten (Ferrari 500 Mondial spider-2 litri) 7h15'15” a 9 giri
10. [#35] Brown Alan/Keen Mike (Cooper-Bristol T20 spider-2 litri) 7h13'59” a 10 giri

### Italia, 1954, 19 settembre, IX Catania-Etna
Malgrado in casa Lancia si mediti l'abbandono delle grandi competizioni per le vetture della categoria sport, viene proseguita la partecipazione delle D24/D25 alla corse minori che si svolgono in ambito nazionale. Domenica 19 settembre, troviamo infatti due Lancia sport impegnate (vittoriosamente) in altrettante cronoscalate: una D25 è impiegata, con Eugenio Castellotti, alla Bologna-Raticosa, una D24 corre invece in quel di Catania, nelle mani di Piero Taruffi. La corsa siciliana non ha praticamente storia, giacché l'avversario più veloce, il napoletano Luigi Bellucci, non dispone di un mezzo meccanico in grado di contrapporsi alla Lancia 3,3 litri, dal momento che la sua Maserati ha una cilindrata assai inferiore (2 litri).
Vince dunque Piero Taruffi, che sfiora i 100 km orari di media e che segna un tempo che gli consente, sia pure per un misero decimo di secondo, di stabilire il nuovo record del percorso, detenuto dal 20 settembre 1953 da Eugenio Castellotti con la Lancia D23. Nella classifica generale, Piero Taruffi ha un margine di un minuto e mezzo abbondante su Bellucci e quasi due sull'Osca 1100 del terzo classificato, Enzo Grimaldi.
Questa la classifica (primi 10) della corsa (percorso Km 32,000):
1. [#216] Taruffi Piero (Lancia D24 spider) 19'13”2/10, media Km/h 99,895
2. [#---] Bellucci Luigi (Maserati A6GCS/53 spider-2 litri) 20'56”6/10
3. [#162] Grimaldi Enzo (Osca Mt4-1100 spider) 21'04”6/10
4. [#---] Leonardi Sesto (Stanguellini 750 spider) 21'33”7/10
5. [#---] Siracusa Francesco (Stanguellini-Fiat 1100 spider) 21'47”3/10
6. [#---] Brandoli Mario (Marino-Fiat 1100 spider) 22'09”6/10
7. [#---] Musmeci Nicola (Alfa Romeo 1900 Sprint coupé) 22'15”4/10
8. [#---] Zannini Luigi (Stanguellini 750 spider) 22'16”2/10
9. [#---] Scaramella Domenico (Fiat 8V coupé-2 litri) 22'16”2/10

[#---] Rossi Giuseppe (Stanguellini-Fiat 1100 spider) 22'35”2/10

### Italia, 1954, 17 ottobre, XIV Treponti-Castelnuovo
Abbandonato lo scenario internazionale, le Lancia D24 sport occupano ancora, sino alla fine dell'annata sportiva, le cronache nazionali. Domenica 17 ottobre è il turno di Eugenio Castellotti, il quale si afferma, con la fida D24 targata TO151544, alla salita da Treponti a Castelnuovo.
Anche in questa occasione, la vittoria del campione lodigiano e della sua D24 è data quasi per certa: fin dalle prove, la supremazia di Eugenio Castellotti sul più temibile degli avversari, Salvatore Ammendola (che dispone di una potentissima ma poco agile Ferrari da 4,5 litri) è abbastanza netta. In gara, poi, il ferrarista è costretto alla resa da una avaria meccanica e allora la vittoria della Lancia non è più seriamente minacciata.

Eugenio Castellotti con la D24 lungo il percorso tra Treponti e Castelnuovo

Secondo in classifica si piazza così, davvero inaspettatamente, un vero gentleman-driver, il trevigiano Innocente Baggio, che corre sotto la bandiera del C.U.S. Padova e che riesce a compiere miracoli con la sua ingombrante Ferrari 4500.
Questa la classifica (primi 10) della corsa (percorso Km 8,000):
1. [#128] Castellotti Eugenio (Lancia D24 spider) 5'11” media Km/h 92,604
2. [#---] Baggio Innocente (Ferrari 4,5 litri) 5'35”2/10
3. [#---] Lampertico Fedele (Maserati A6GCS/53 spider-2 litri)
4. [#---] Zagato Elio (Fiat 8V Zagato coupé-2 litri) 5'40”2/10
5. [#---] Pellegrini Aurelio (Fiat 8V Zagato coupé-2 litri) 5'40”9/10
6. [#---] Cecchini Giorgio (Stanguellini 750 “bialbero” spider) 5'42”8/10
7. [#---] Lualdi Edoardo (Ferrari 2,7 litri) 5'42”9/10
8. [#---] Lubich Eugenio (Lancia Aurelia B20-2500 coupé) 5'44”2/10
9. [#---] Balzarini Gianni (Fiat 8V coupé-2 litri) 5'45”
10. [#---] Zannini Luigi (Giaur 750 spider) 5'45”1/10

### Italia, 1954, 17 ottobre, V Coppa D'Oro di Sicilia
Il circuito stradale di Siracusa (Km 5,500) è teatro della V edizione della Coppa D'Oro di Sicilia, manifestazione che si articola in tre corse: una prima per le vetture sport fino a 1100 cm³ di cilindrata, una seconda per quelle la cui cilindrata supera i 1100 cm³ ed una terza prova finale riservata ai primi 5 classificati delle due corse precedenti ed impostata sui criteri cari agli inglesi della formula ad handicap, in cui evidentemente le vetture risultate più veloci nelle due “manches” vengono penalizzate in proporzione alle prestazioni ottenute.
La corsa riservata alle vetture fino a 1100 cm³ viene dominata dalla Osca di Maria Teresa de Filippis che ha la meglio sui rivali maschi ed in particolare su Giuseppe Rossi e Francesco Siracusa con le Stanguellini, i quali, probabilmente, gareggiando in funzione della prova finale, tendono a mortificare leggermente le loro prestazioni per presentarsi al via della finale con maggiori probabilità di vittoria a causa del minor handicap.
La corsa delle vetture “oltre 1100 cm³” è quella che vede in lizza la Lancia D24 di Piero Taruffi, sicuramente il più celebre tra i piloti in gara, “sfidato” dalla Ferrari 4,5 litri di Piero Scotti, dalla Gordini 3 litri di Franco Bordoni, dalla Ferrari 500 Mondial 2 litri di Bob Said e da numerose Maserati 2 litri. Dopo una sfuriata iniziale di Scotti, al quinto giro passa in testa la D24 di Piero Taruffi, che non abbandonerà più la testa della corsa sino alla fine, comunque sempre pressato dalla potente Ferrari. La classifica vede dunque 1° Piero Taruffi, 2° Piero Scotti, 3° Franco Bordoni, 4° e 5° rispettivamente Cesare Perdisa e Luigi Bellucci con le Maserati A6GCS/53 da due litri.

La partenza della corsa delle vetture sport oltre 1100 cm³: la vettura n. 40 è la D24 di Piero taruffi

Con grande disappunto degli organizzatori e, soprattutto, del pubblico, Piero Taruffi non prende parte alla prova finale, che avrebbe incoronato il vincitore della giornata: ufficialmente la mancata partecipazione è imputata a problemi fisici (uno stato febbrile imprecisato) ma si dice che la “volpe d'argento” abbia preso la decisione perché resosi conto che l'handicap assegnatogli non gli avrebbe consentito di lottare per la vittoria.
Questa la classifica (primi 6) della corsa per vetture sport di oltre 1100 cm³ (percorso: 15 giri del circuito stradale di Siracusa, di km 5,500 per ciascun giro, per complessivi Km 82,500):
1. [#40] Taruffi Piero (Lancia D24 spider) 34'21”5/10, media Km/h 144,069
2. [#---] Scotti Piero (Ferrari spider-4,5 litri) 34'22”2/10
3. [#---] Bordoni Franco (Gordini spider-3 litri) 35'00”7/10
4. [#---] Perdisa Cesare (Maserati A6GCS/53 spider-2 litri) 35'08”8/10
5. [#---] Bellucci Luigi (Maserati A6GCS/53 spider-2 litri) 35'09”
6. [#---] Bob Said (Ferrari 500 Mondial spider-2 litri) 35'09”

Il Giro più veloce è stato ottenuto da Piero Taruffi [#40] (Lancia D24 spider) in 2'10” alla media di km/h 152,307

### Italia, 1954, 24 ottobre, II Coppa Firenze-Siena
L'ultima gara che vede in campo le vetture “sport” Lancia degli anni cinquanta, nella fattispecie una D24 da 3,3 litri è una corsa su strada di 70 km che prende l'avvio dal Piazzale Galileo di Firenze e toccando San Casciano e Poggibonsi raggiunge Siena, dove, all'antiporta di Camollia, è posto lo striscione d'arrivo. Un percorso piuttosto impegnativo, che l'ormai affermato Eugenio Castellotti non fatica a superare ad una media oraria molto elevata, sbaragliando ogni avversario.

L'ultima gara e l'ultima vittoria della D24: Eugenio Castellotti sta disputando la corsa su strada Firenze-Siena

Poco da dire a proposito della corsa, in cui la vittoria della Lancia è risultata scontata e facile, davanti ad una Osca 1100 e ad una Maserati 2 litri.
Questa la classifica (primi 10) della corsa (percorso Km 70,000):
1. [#162] Castellotti Eugenio (Lancia D24 spider) 32'08”1/5, media Km/h 130,691
2. [#132] Giardini Francesco (Osca Mt4-1100 spider) 34'25”
3. [#---] Sbraci Siro (Maserati A6GCS/53 spider-2 litri) 34'35”3/5
4. [#---] Minzoni Ilfo (Ferrari) 35'58”1/5
5. [#124] Biagiotti Otello (Alfa Romeo 1900 Supersprint coupé) 36'27”
6. [#---] Zagato Elio (Fiat 8V Zagato coupé-2 litri) 36'27”1/5
7. [#---] Scotti Giancarlo (Osca Mt4-1100 spider) 36'39”1/5
8. [#---] luglio Camillo (Lancia Aurelia B20-2500 coupé) 36'54”
9. [#---] Zannini Luigi (Giaur 750 spider) 37'22”4/5
10. [#---] Brandi Attilio (Ferrari) 37'50”3/5